# Châteaux et forteresses dans les Marches
Terre de passage, située aux frontières d'entités politiques fortes et divisée entre des seigneuries puissantes et belliqueuses, les Marches italiennes avec ses nombreuses forteresses montrent les signes de son histoire politique faites de combats féroces, en atteste la distribution de structures militaires construites pour protéger les villes et le territoire. En italien, Forteresse se dit Rocca signifiant également Roc, Roche ou Rocher, emportant avec elle davantage de rudesse et d’isolement, aussi avons-nous préféré conserver le terme italien.

## Château de Lucod'Acquasanta Terme
Les sources documentaires ne s’expriment pas de manière univoque sur les origines de la construction, l’hypothèse sur la naissance de Castel di Luco rapportée par Giuseppe Colucci, abbé et historien ascolan de 1700, qui rapporte dans son texte Delle antichità picene, décrit le site comme un lieu de culte italico-romain. Cet auteur estimait que sur la zone où se dresse aujourd’hui la forteresse il y avait une forêt sacrée où se célébraient des rites païens et que le château serait construit au centre de la forêt, sur la hauteur de travertin où se trouvaient probablement les autels des sacrifices. Bernardo Carfagna soutient que le château pourrait couler ses origines dans la réorganisation militaire-territoriale de l’Italie byzantine qui a conduit à la création de nouveaux presidi castrensi donnant naissance à une véritable « révolution du découpage municipal romain ». 
Antérieurement, Castel di Luco doit avoir joué, presque sûrement, une sorte de rôle de « cour de justice ». Il survécut aux attaques de Charles d'Anjou et des milices de Galérol Ier Malatesta. Au XIIIe siècle, il fut la propriété des Sforza. De 1400 à 1800, il appartenait à la famille Ciucci.
Pietro di Vanne Ciucci, seigneur de Luco, à la tête d’un groupe de montagnards, partit le 10 août 1445 de la résidence fortifiée, pour libérer Ascoli Piceno du pouvoir de Rinaldo di Folignano, frère utérin de Francesco Sforza. Arrivé dans la ville, après avoir occupé le palais de Rinaldo, il proclame la souveraineté pontificale. Récemment, l’édifice a été employé comme lieu de concert de musique traditionnelle et jazz.

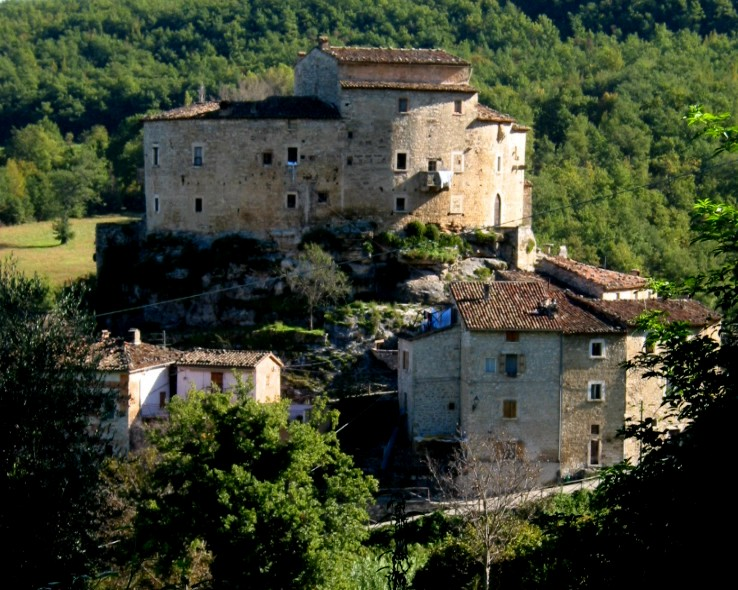
Castel di Luco à Acquasanta Terme.

## Rocca d'Acquaviva Picena
La forteresse a été construite par la famille Acquaviva vers 1300, mais il reste peu de traces de la construction originale. En 1447, la forteresse primitive subit des dommages corporels de la part des troupes de Fermo, qui détenaient à Acquaviva des intérêts stratégiques fondamentaux. Elle fut reconstruite en 1474 par Giovan Francesco Azzolino et les travaux furent dirigés par l’architecte florentin Baccio Pontelli. Une autre restauration générale est due à l’architecte du monument à Victor Emmanuel II de Rome, Giuseppe Sacconi et fut achevée à la fin du XIXe siècle.

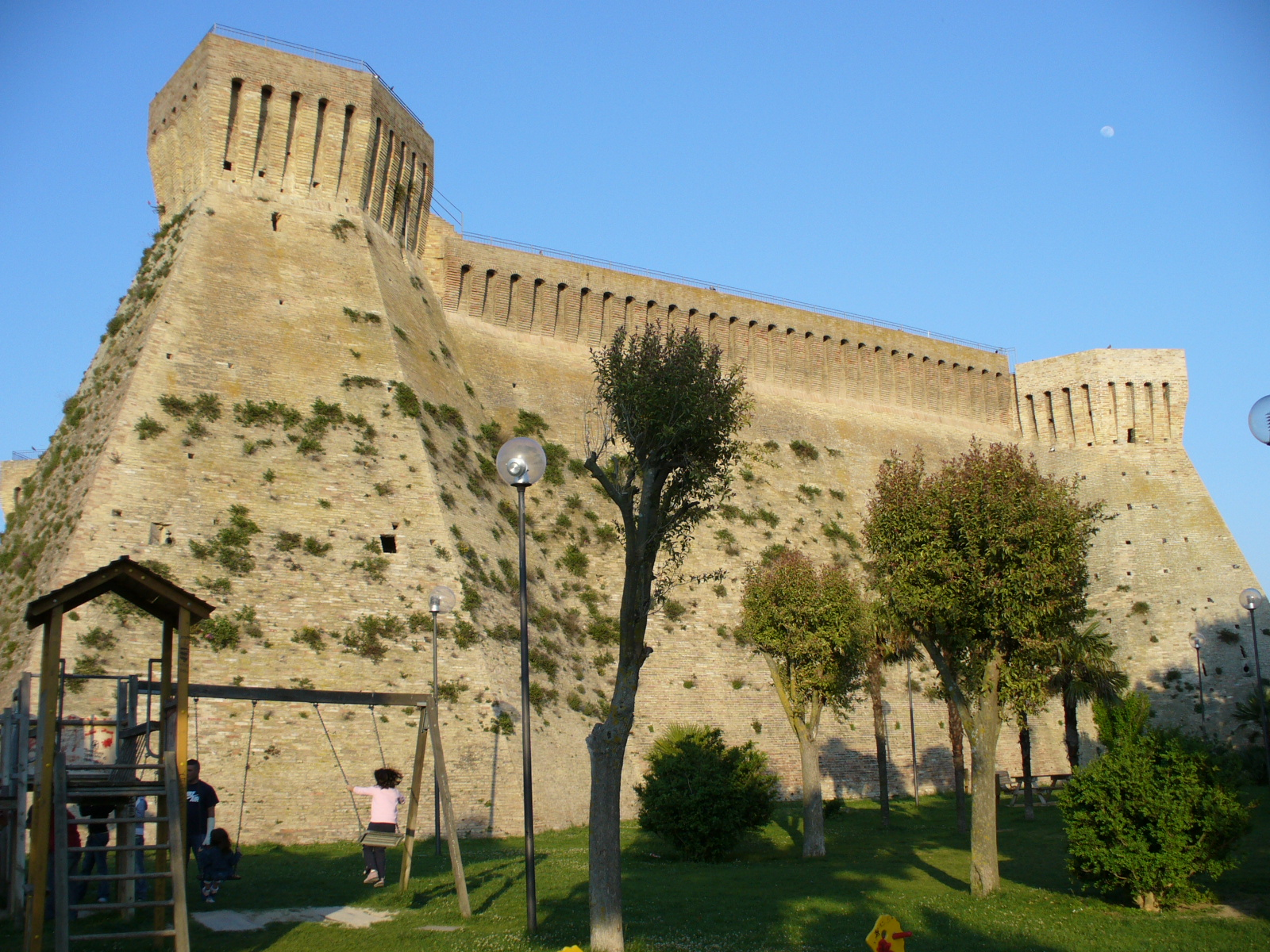
Forteresse d’Acquaviva Picena
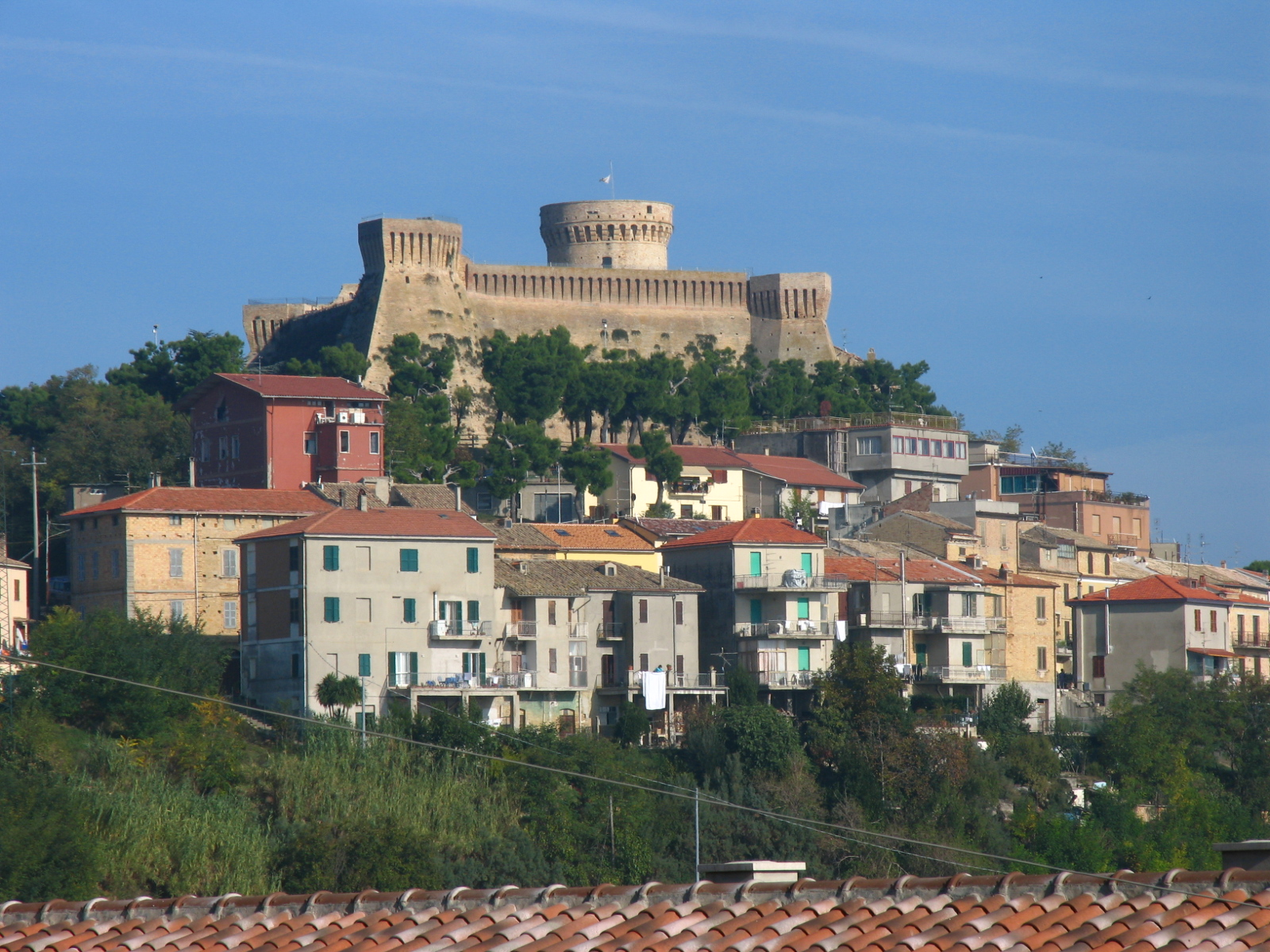
Vue générale d’Acquaviva Picena
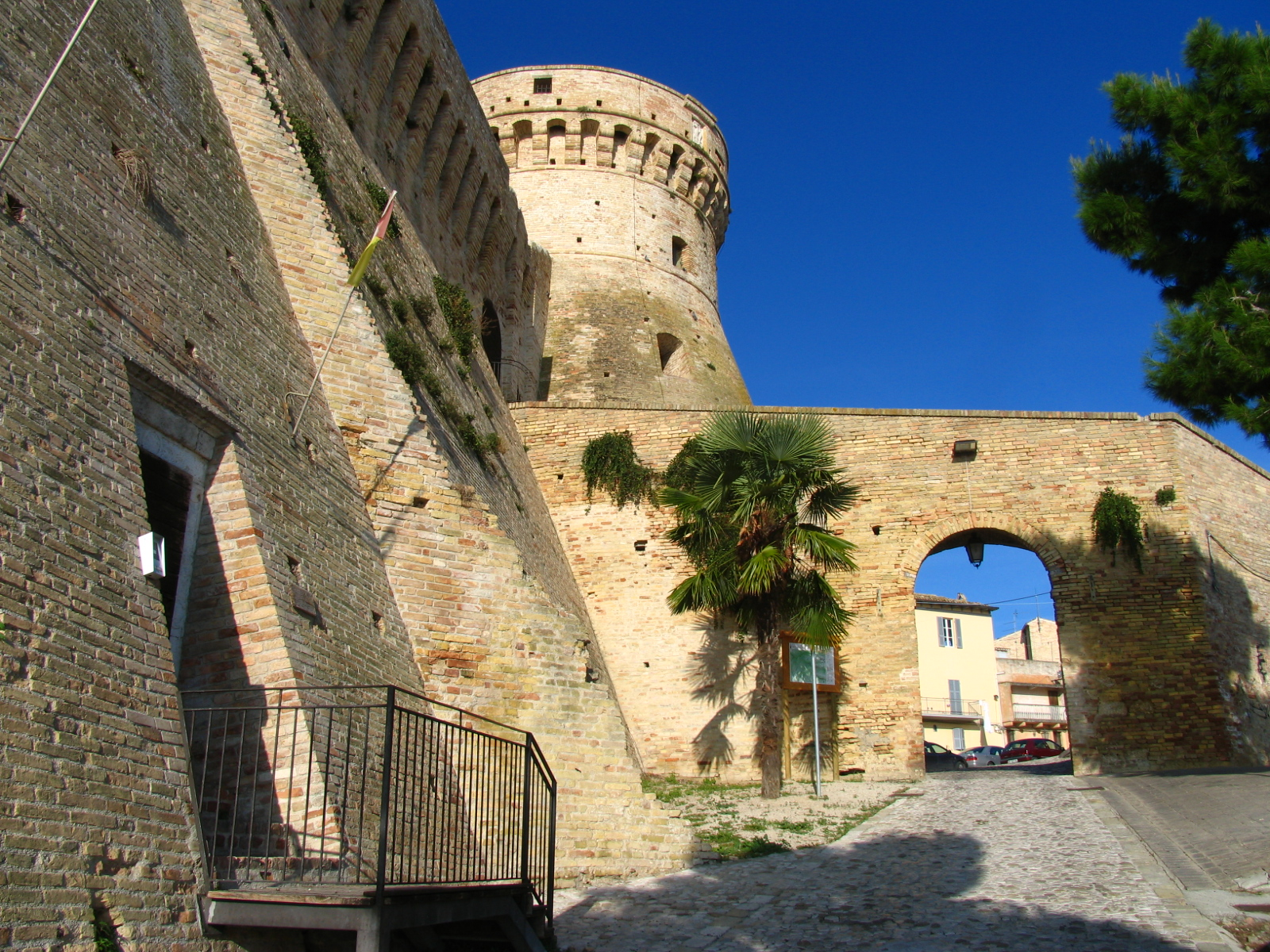
Accès à la Forteresse

## Citadelle d'Ancône
Elle a été construite à partir de 1532 par le grand architecte Antonio da Sangallo le Jeune, peut-être avec l’aide de son collaborateur Antonio Labacco. Sangallo le Jeune est également l’auteur des Rocca Paolina de Pérouse et Fortezza da Basso de Florence. Ces trois fortifications furent à la base de l’affirmation de la politique du pape Clément VII en Italie centrale. Le pape cherchait en effet à réagir au sac de Rome qui avait affaibli son prestige et son pouvoir économique.

Les trois fortifications citées ont une importance considérable dans l’histoire de l’architecture militaire, car elles furent parmi les premières expériences de front à bastions à l’italienne, c’est-à-dire des murs capables de résister aux armes à feu ; en fait, ces œuvres d’Antonio da Sangallo le Jeune ont servi d’exemple dans toute l’Italie et en Europe, celles-là-mêmes que l’ont retrouve autour du sanctuaire de la sainte Maison de Lorette.

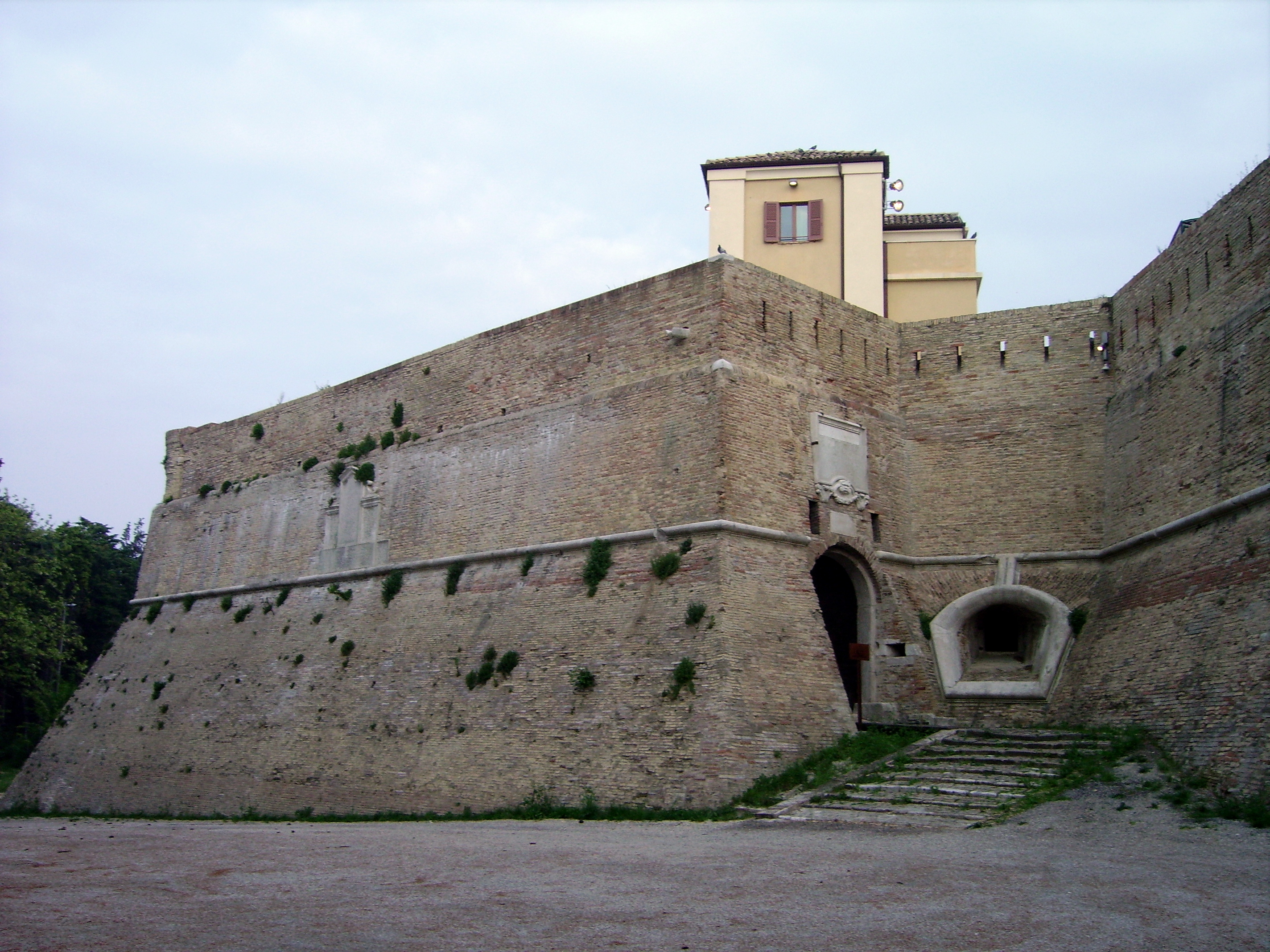
Bastions de la Citadelle d'Ancône
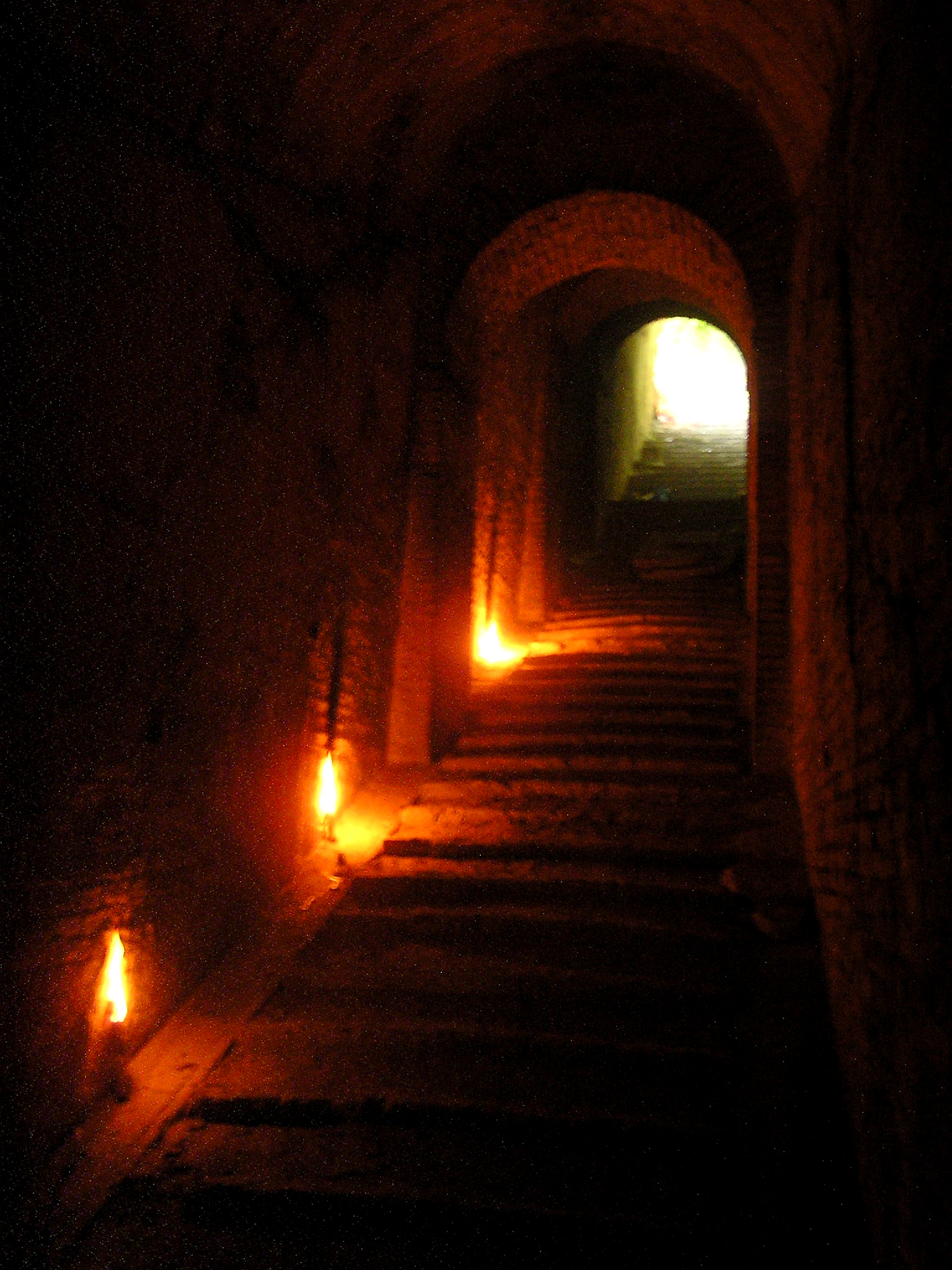
Souterrain du Bastion grégorien.
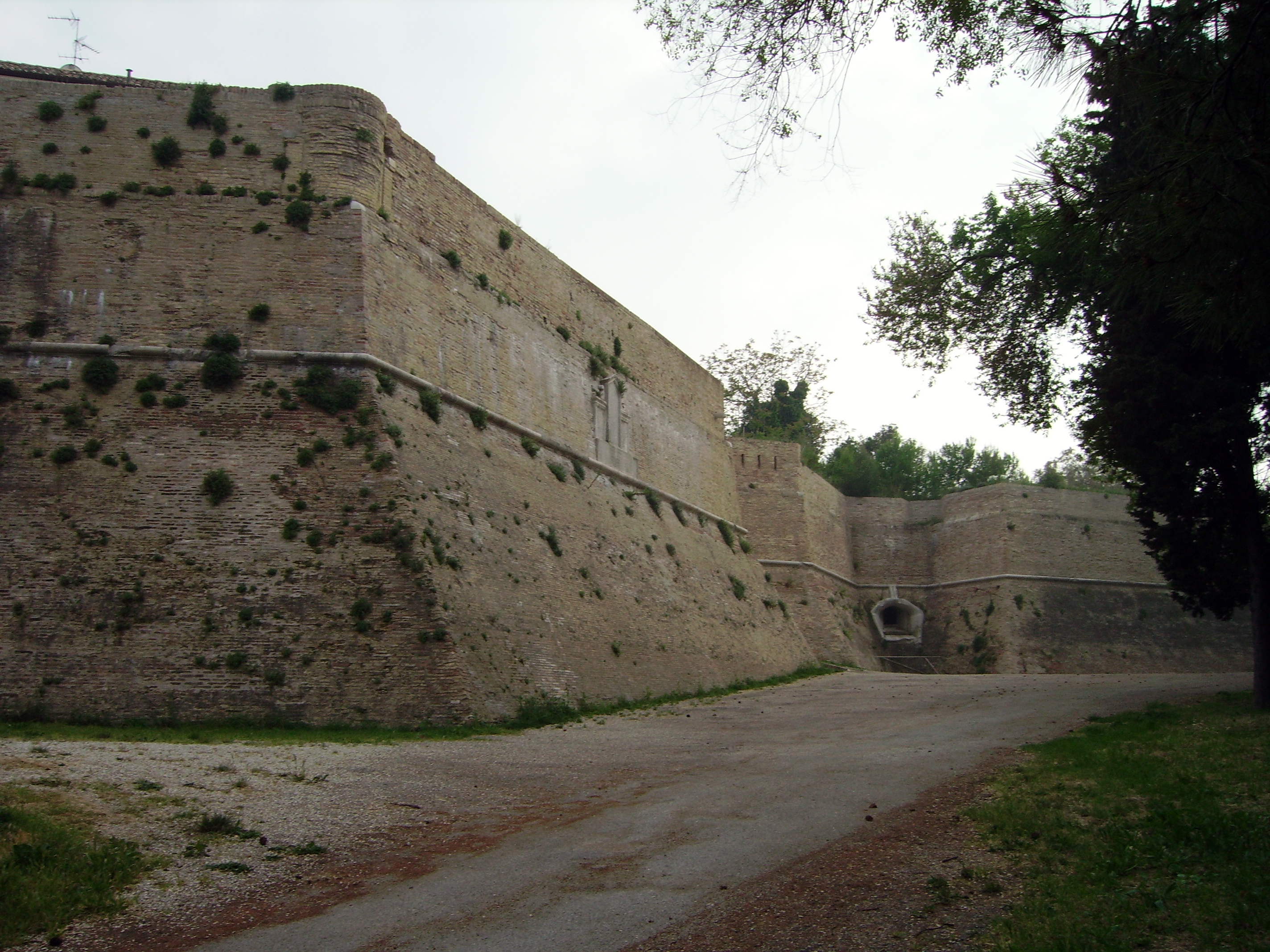
Autre vue de la Citadelle

## Rocca d'Arquata del Tronto
La forteresse d’Arquata del Tronto est une forteresse médiévale érigée comme point de contrôle du territoire, avec des fonctions tactiques et défensives. La puissante structure s’élève sur la falaise de la zone au nord du centre urbain d’Arquata del Tronto, siège de la commune homonyme de la région des Marches, dans le territoire de la Province d’Ascoli Piceno.

Exemple typique de l’architecture militaire des Apennins Ombriens du XIIIe siècle, à l’aspect compact, isolé et austère, il est entouré d’un parc verdoyant sillonné de sentiers et de sentiers. La forteresse a été classée Monument National d’Italie depuis 1902.

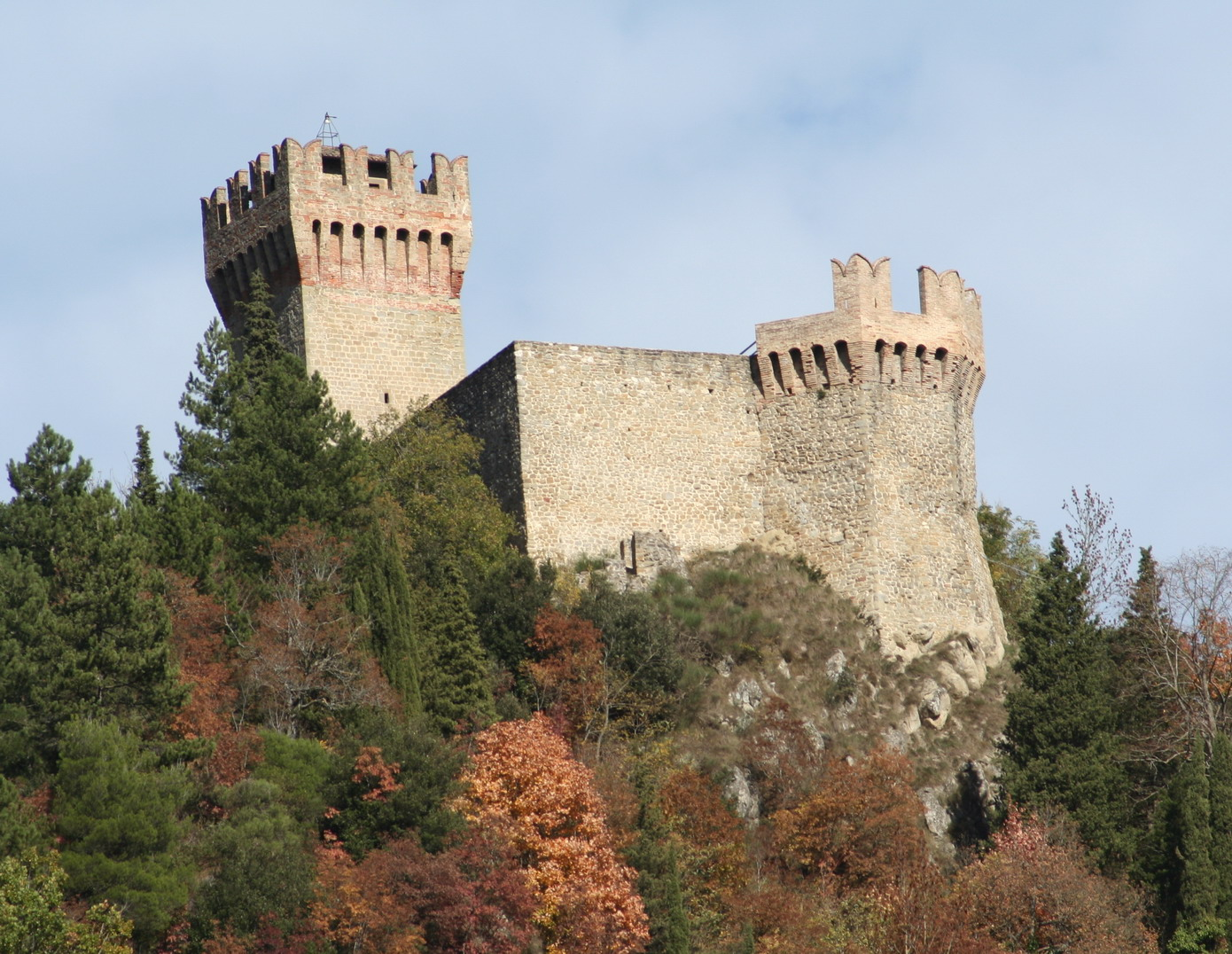
Forteresse d’Arquata del Tronto
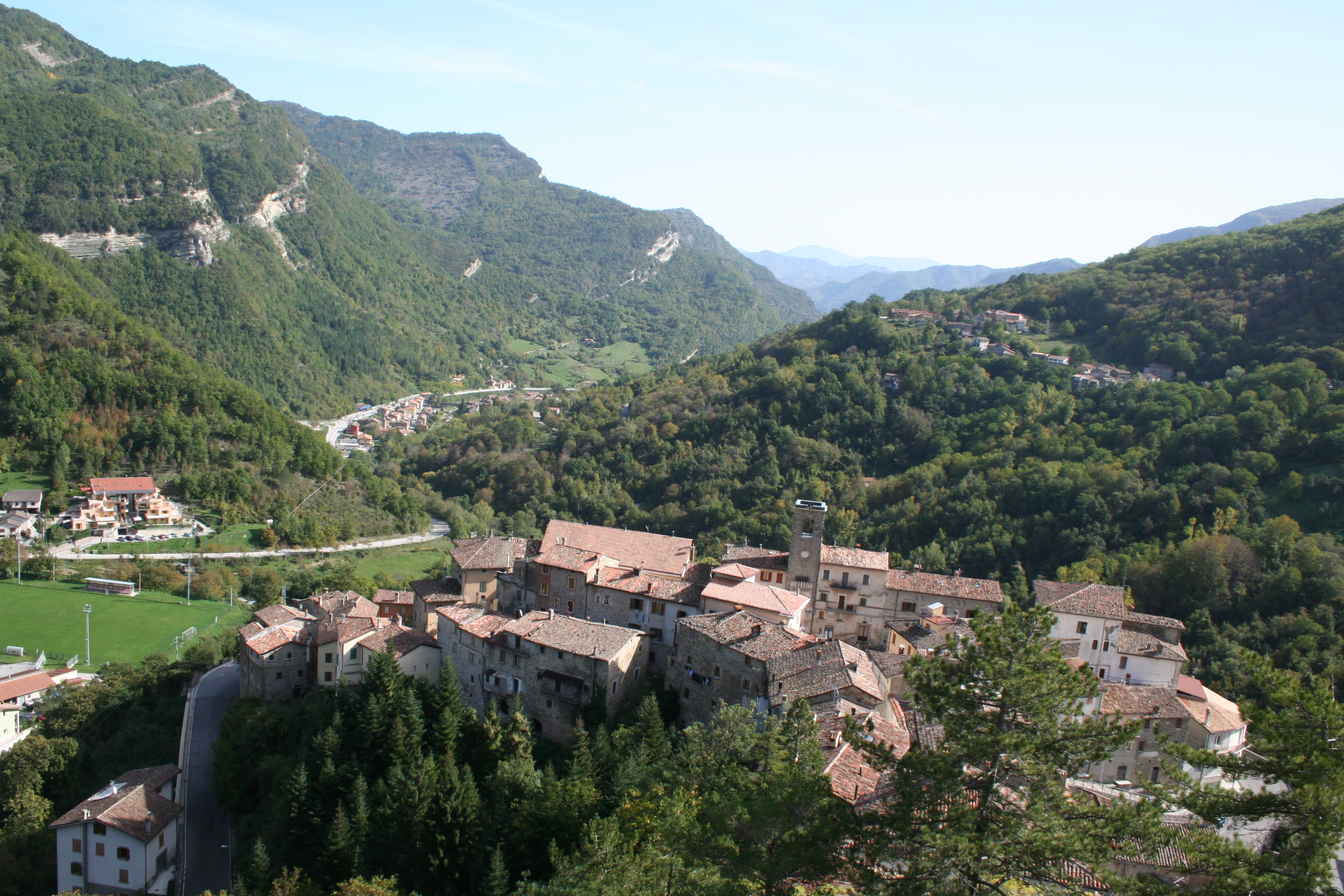
Vue depuis la Forteresse sur la haute vallée du Tronto
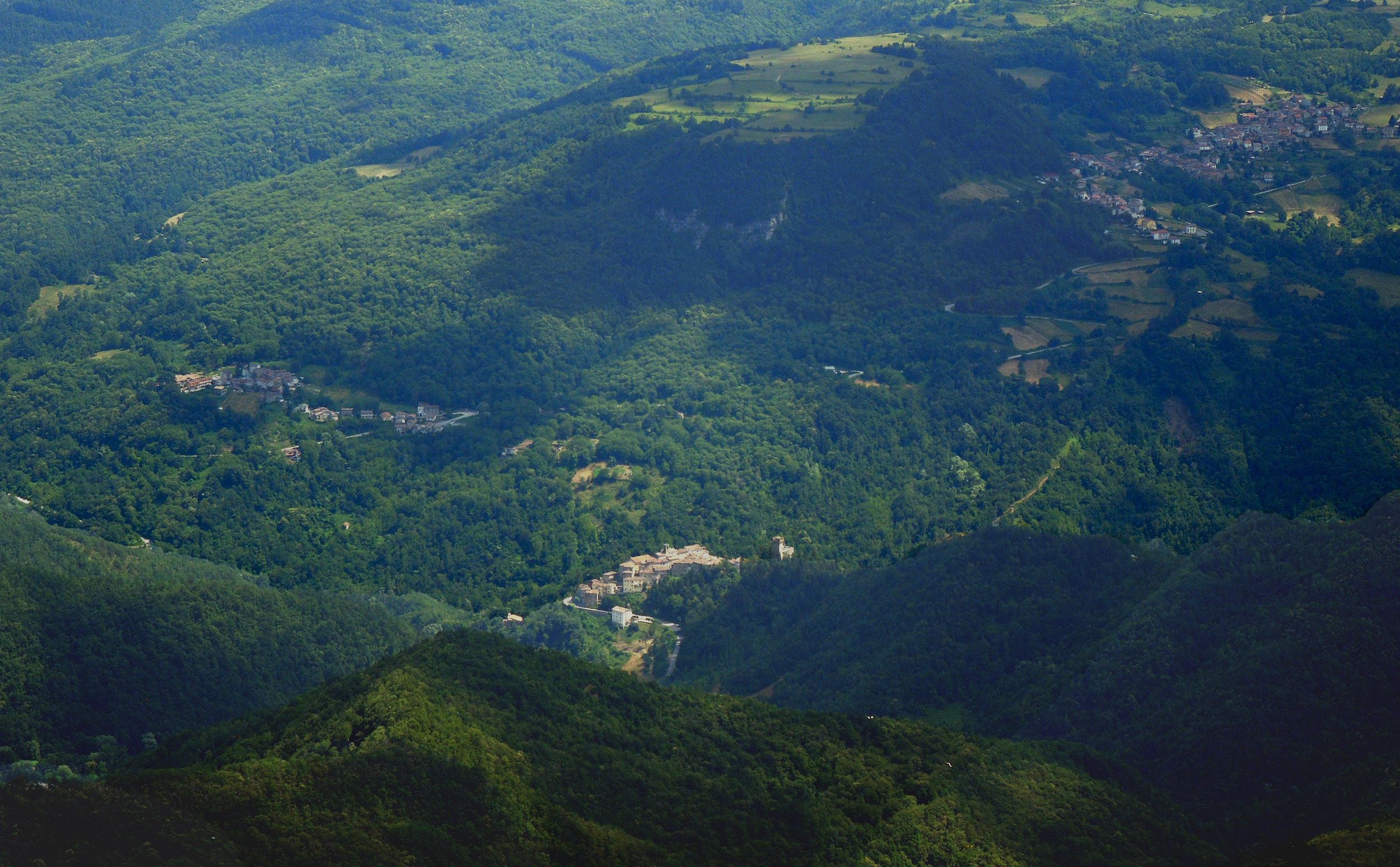
Vue d’Arquata del Tronto depuis le Mont Vettore.

## Castel Trosino d'Ascoli Piceno
L’origine du toponyme du bourg provient probablement du Castrum Transuinum, où Suinum est considéré comme l’ancien nom du torrent Castellano. En 1893, fut découverte l’énorme nécropole lombarde, excavée par Raniero Mengarelli[5], qui compta la découverte de plus de 260 tombes, dont 92 ne comportant aucun objet et la plupart des autres renvoyaient leur propre trousse funéraire constituée de matériel de faible valeur. Dans 34 tombes ont été découvertes de précieuses manufactures réalisées en verre, or et argent.

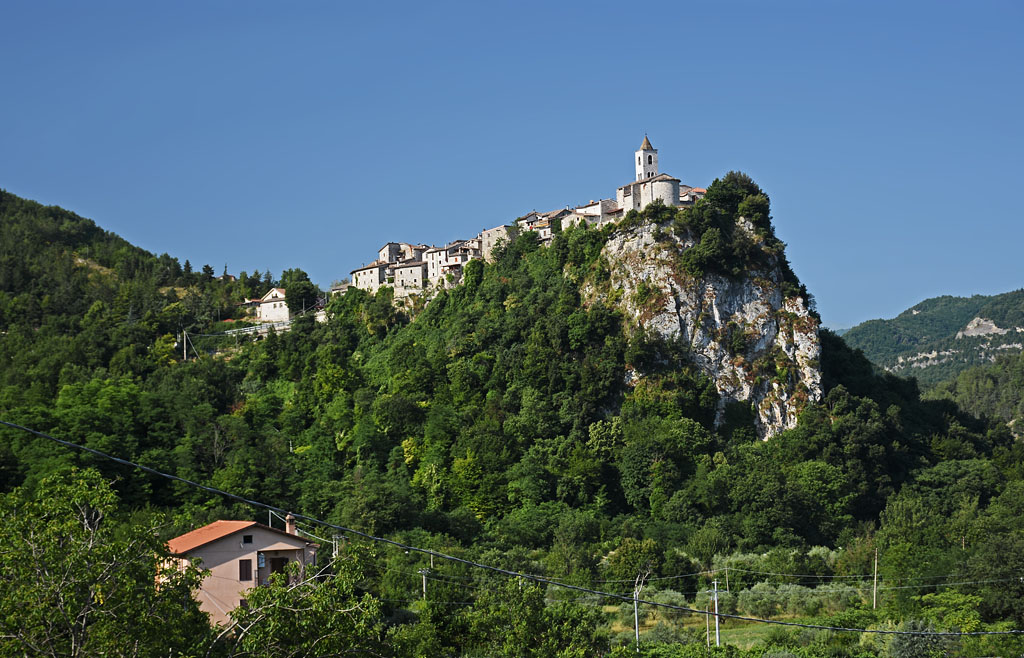
Castel Trosino

## Fort Malatestad'Ascoli Piceno
Le fort Malatesta est une œuvre fortifiée de défense urbaine de la ville d’Ascoli Piceno. Édifié près des rives du torrent Castellano et du pont de Cecco, passage obligé pour ceux qui accédaient à la ville par la zone est, il a été reconstruit sur les restes d’architectures antérieures érigées au cours des siècles.
La zone sur laquelle repose la structure a accueilli comme première construction une station thermale de l’époque romaine. D’autres nouvelles concernant les bâtiments apparus sur ce lieu racontent des œuvres défensives aménagées dans la zone voisine du pont de Cecco réalisées par les Picentes utiles à renforcer l’entrée à la ville après la défaite, 91 av. J.-C., contre les habitants d'Ascoli infligées par Gnaeus Pompée Strabon.

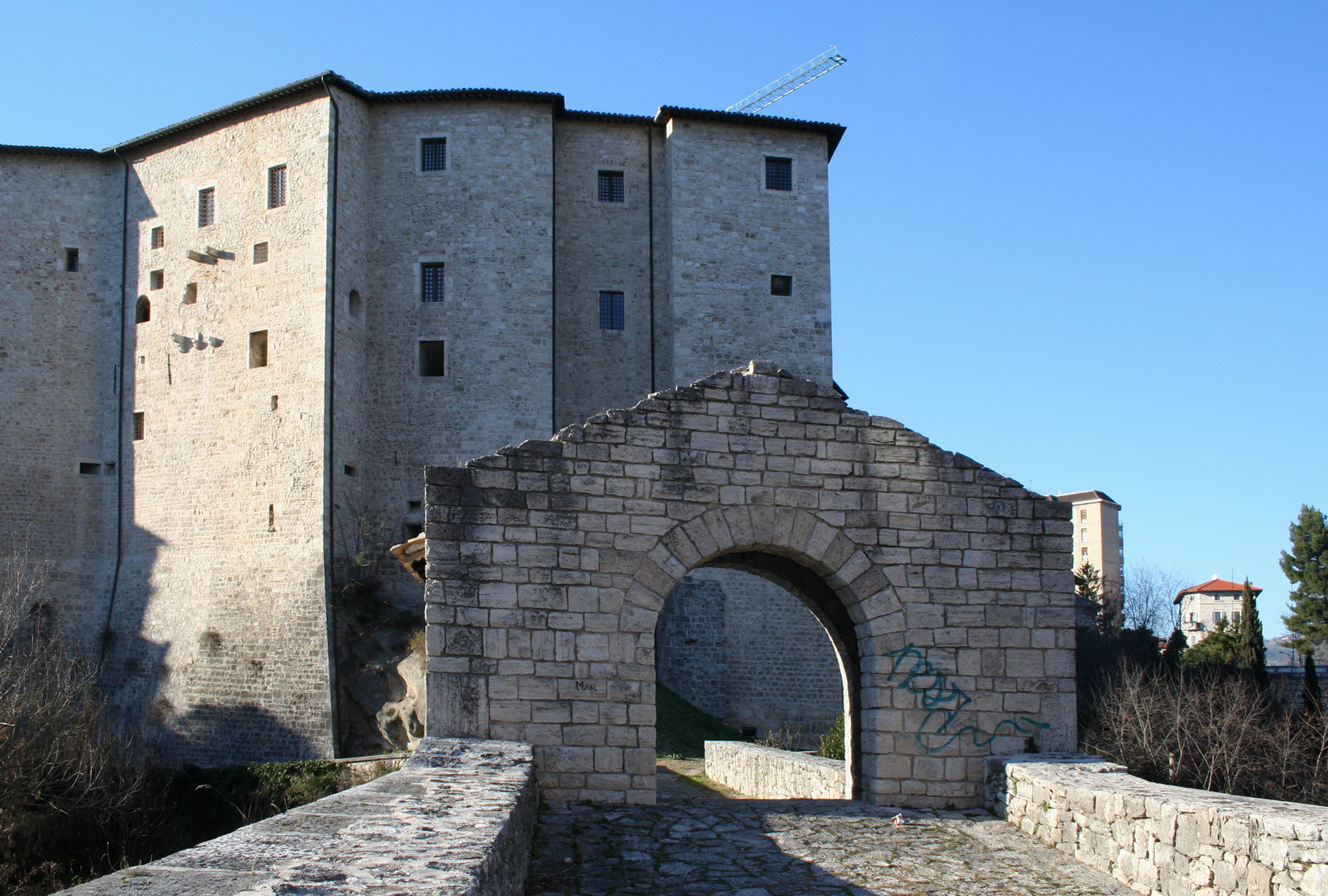
Fort Malatesta et Pont de Cecco.
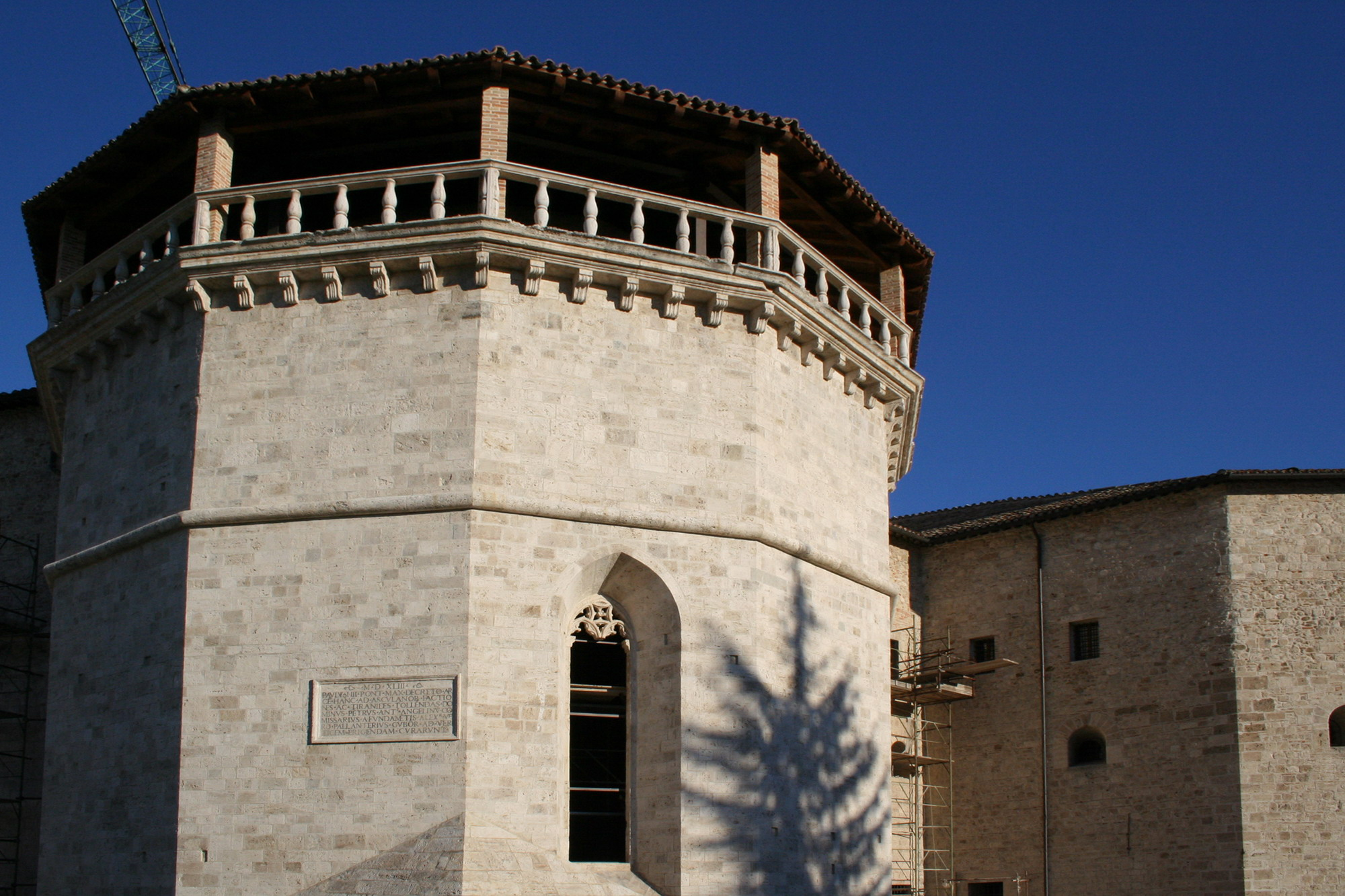
Fort Malatesta et église Saint Maria du Lac
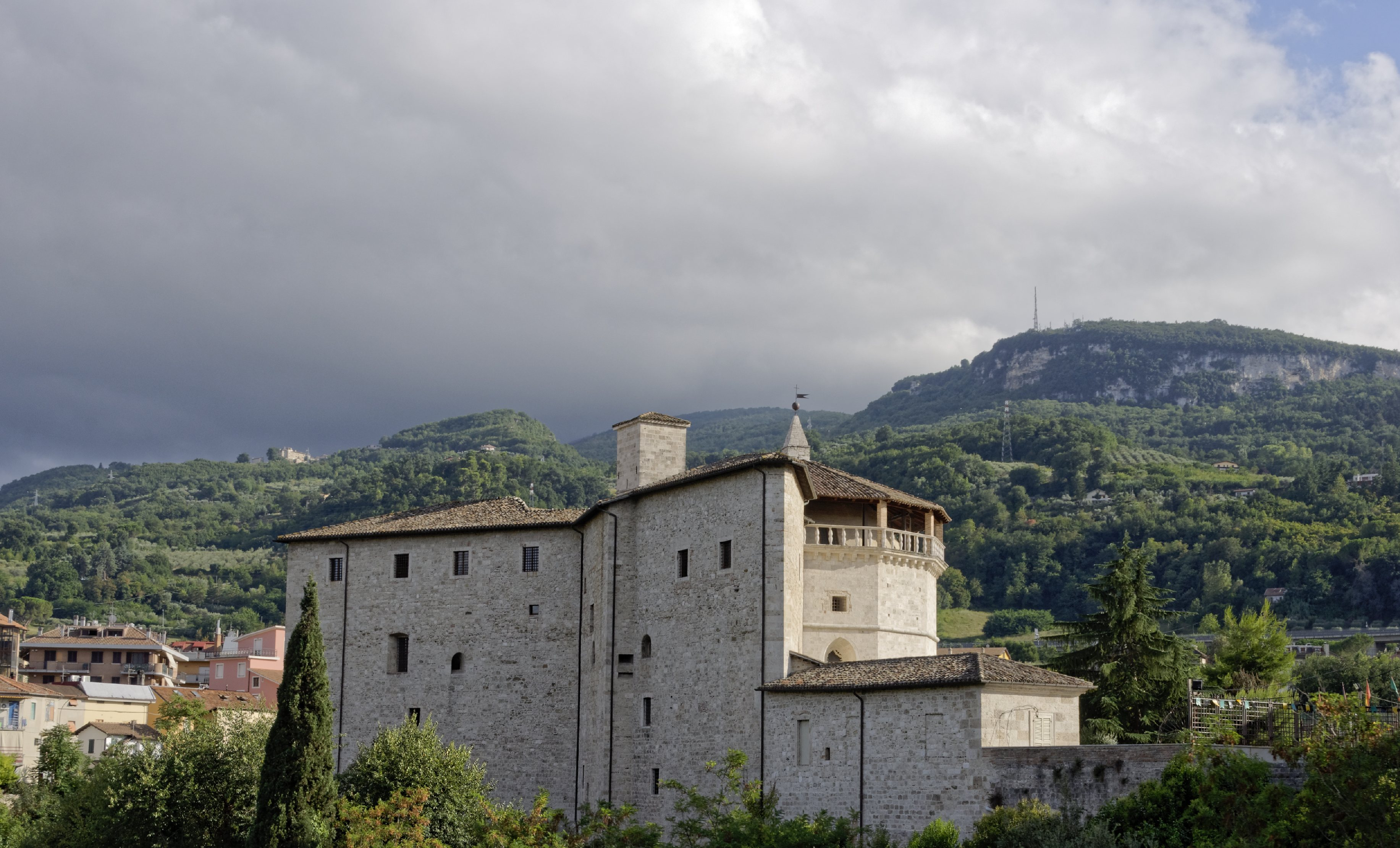
Fort Malatesta

## Forteresse Piad'Ascoli Piceno
La Forteresse Pia, à moitié cachée par la végétation, est une ancienne construction qui s’élève dans la zone la plus haute de la ville d’Ascoli Piceno, le Colle dell’Annunziata. Peut-être déjà à l’époque picénienno-sabine, sur cette colline appelée Colle Pelasgico, il y avait un vieux fort, détruit par Cnaeus Pompeius Strabo et reconstruit toujours à l’époque romaine.
Lieu important tant du point de vue panoramique que du point de vue stratégique, a toujours accueilli des œuvres fortifiées. Elle doit son nom au pape Pie IV qui, en 1560, voulut la faire reconstruire, en ajoutant des remparts angulaires escarpés sur le versant sud et en restructurant aussi les autres fronts. Les bastions orientaux sont avancés pour permettre le tir croisé par les trônes pour la défense de l’entrée. La construction faisait partie d’un système défensif complexe et était reliée aux remparts de la Porte Romaine, par un cheminement obtenu dans le double cercle de murailles. La citadelle fut ensuite démantelée par les Lombards et reconstruite par la Commune Ascolano entre 1185 et 1195.

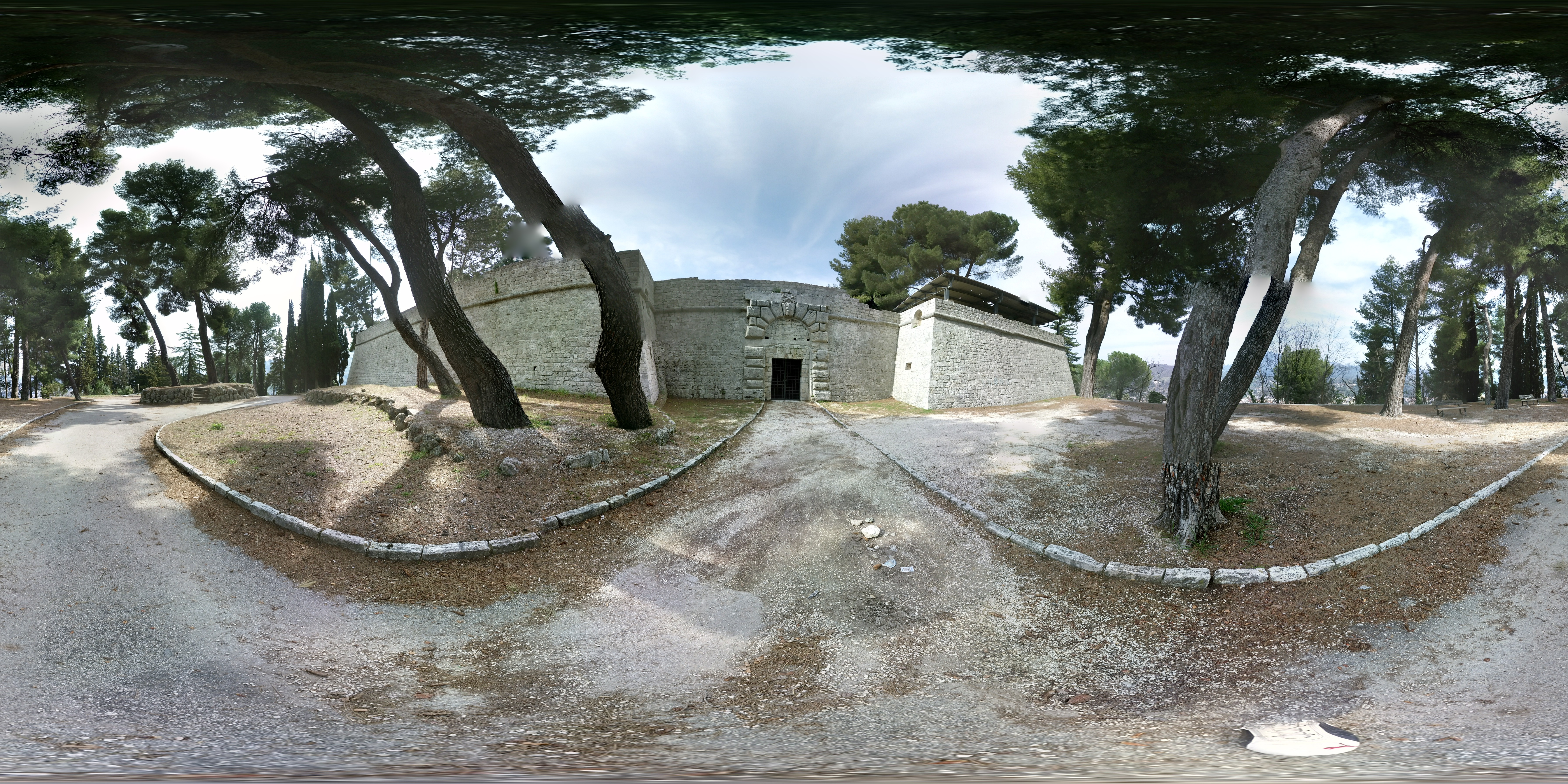
Forteresse Pia d’Ascoli Piceno

## LaTour fortifiéedeCagli
Les premières informations sur la construction remontent à 1481, année du décret de l’évêque Bonclerici où il est fait référence à la construction dela Rocca di Cagli. La puissante machine de guerre projetée par Francesco di Giorgio Martini, après avoir été conquise en juin 1502 par César Borgia avec un stratagème, fut partiellement démantelée avant la seconde nouvelle invasion du duché d’Urbino par Borgia. L’ordre du duc Guidobaldo da Montefeltro fut également exécuté pour la forteresse de Cagli, comme le confirme l’interdiction de 1511 empêchant de s’approprier les pierres de la Rocca. Sur les restes puissants de la forteresse a ensuite été construit par la municipalité le couvent des Capucins. 

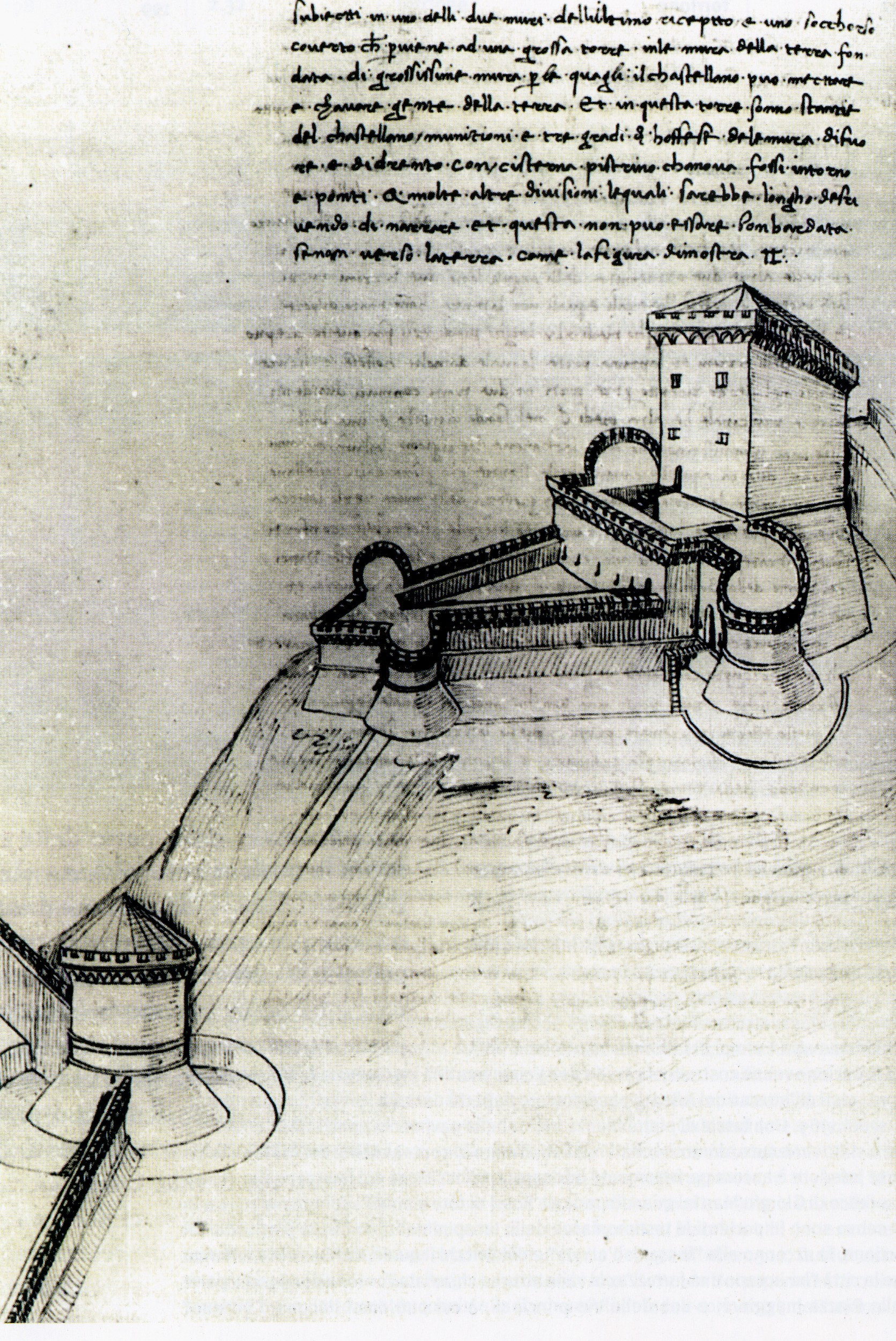
Dessin de la Forteresse Cagli de Francesco di Giorgio Martini
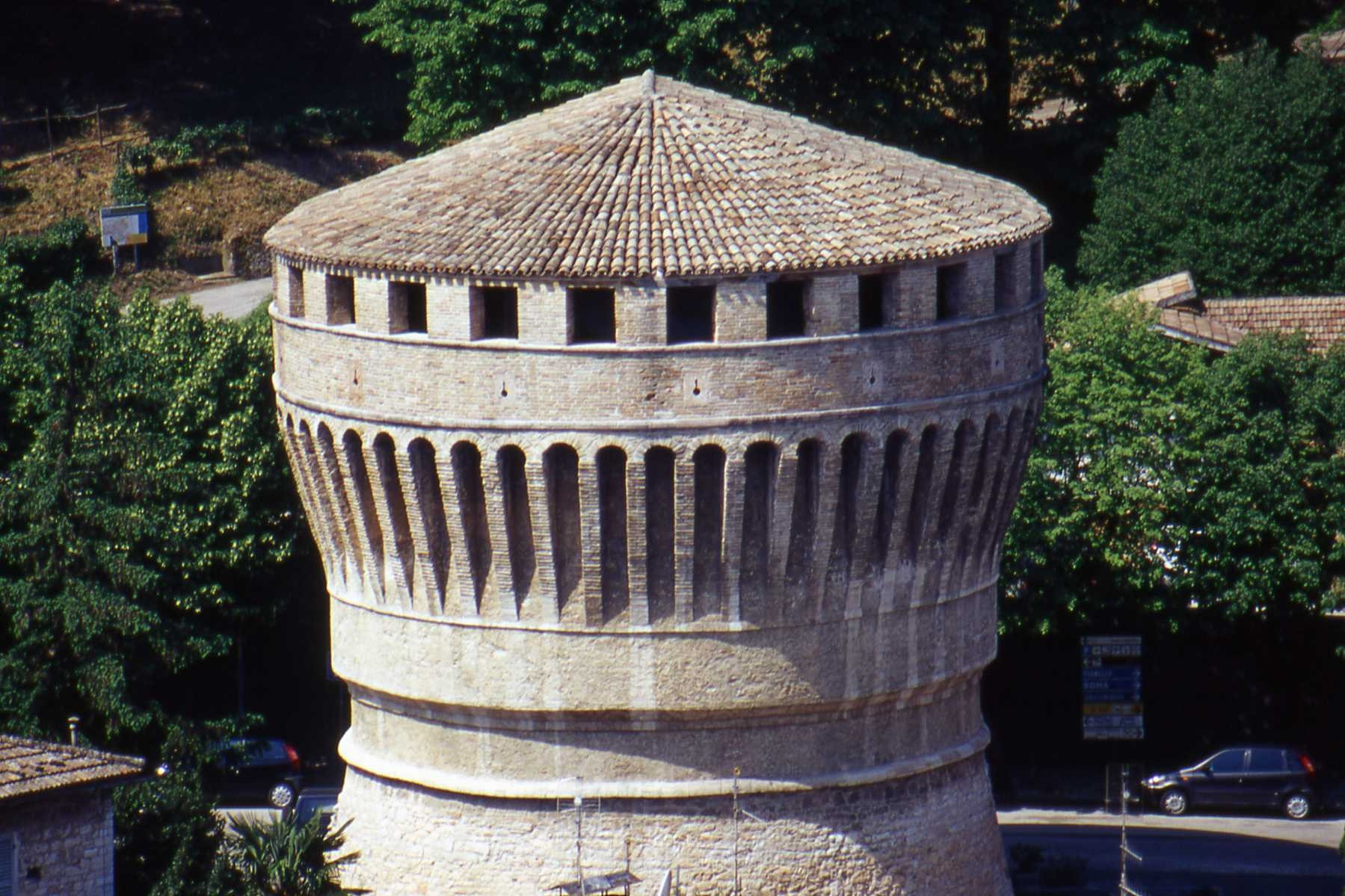
Forteresse Cagli
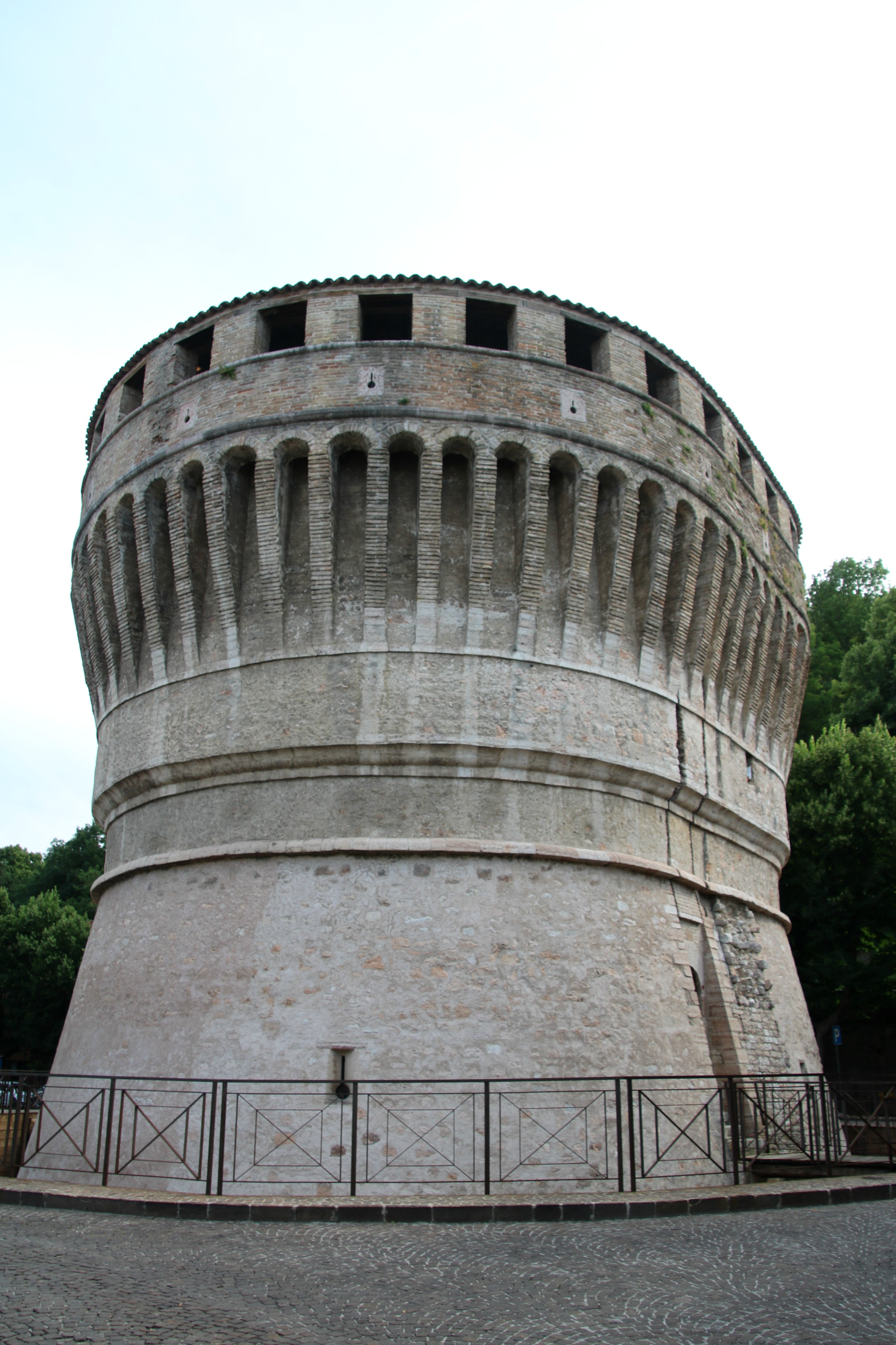
Torrione Cagli

## Château PallottadeCaldarola
Construit autour de la seconde moitié du IXe siècle sur les pentes de la colline Colcù et modifié vers la fin du XVIe siècle selon les intentions du cardinal Giovanni Evangelista Pallotta de l'utiliser comme résidence d’été en apportant des améliorations au goût de la Renaissance et célébrer le prestige des Pallotta, qui a compté quatre cardinaux dans sa famille. Il accueillit entre autres le pape Clément VIII et la reine Christine de Suède.

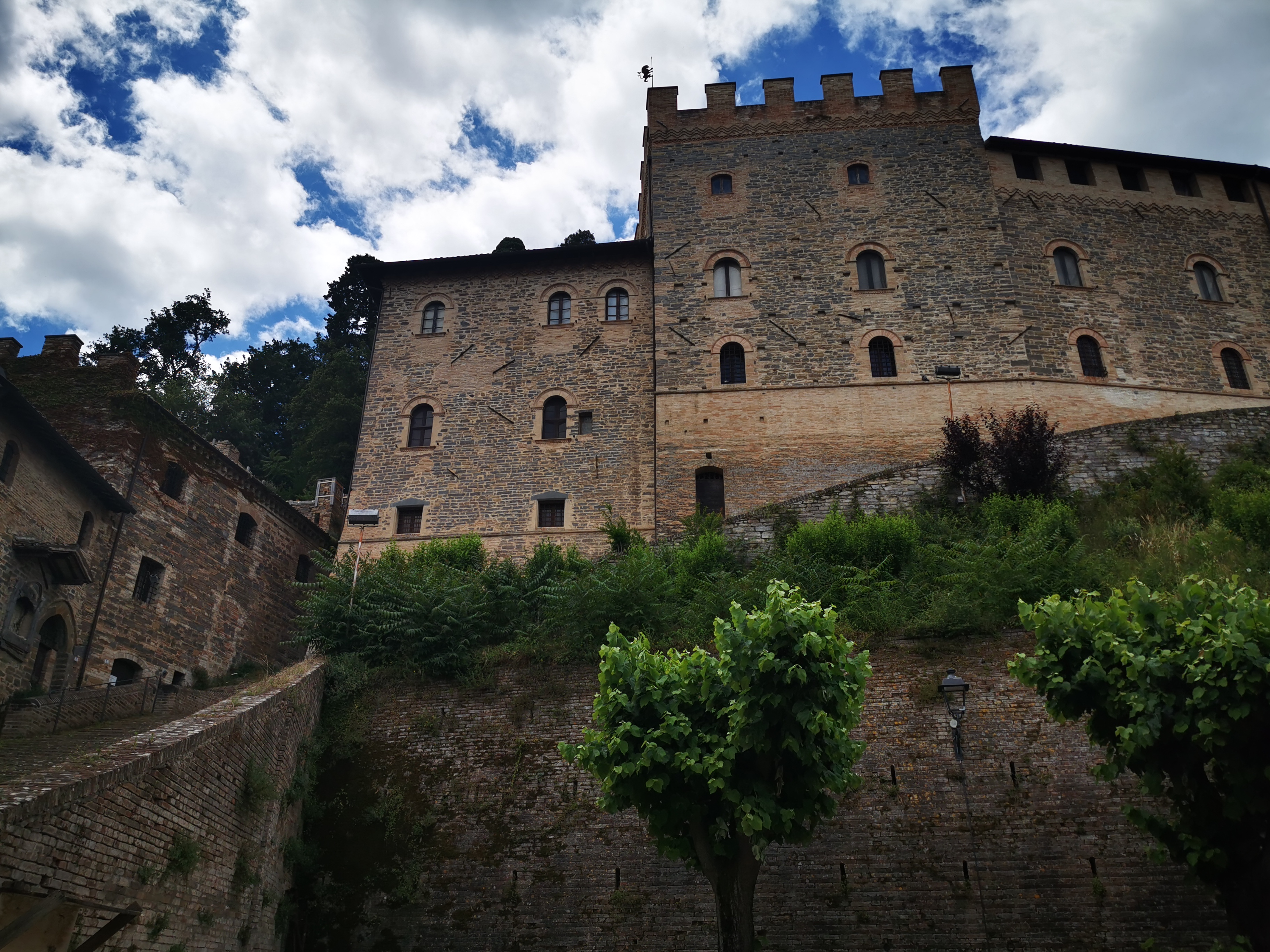
Château Pallotta de Caldarola
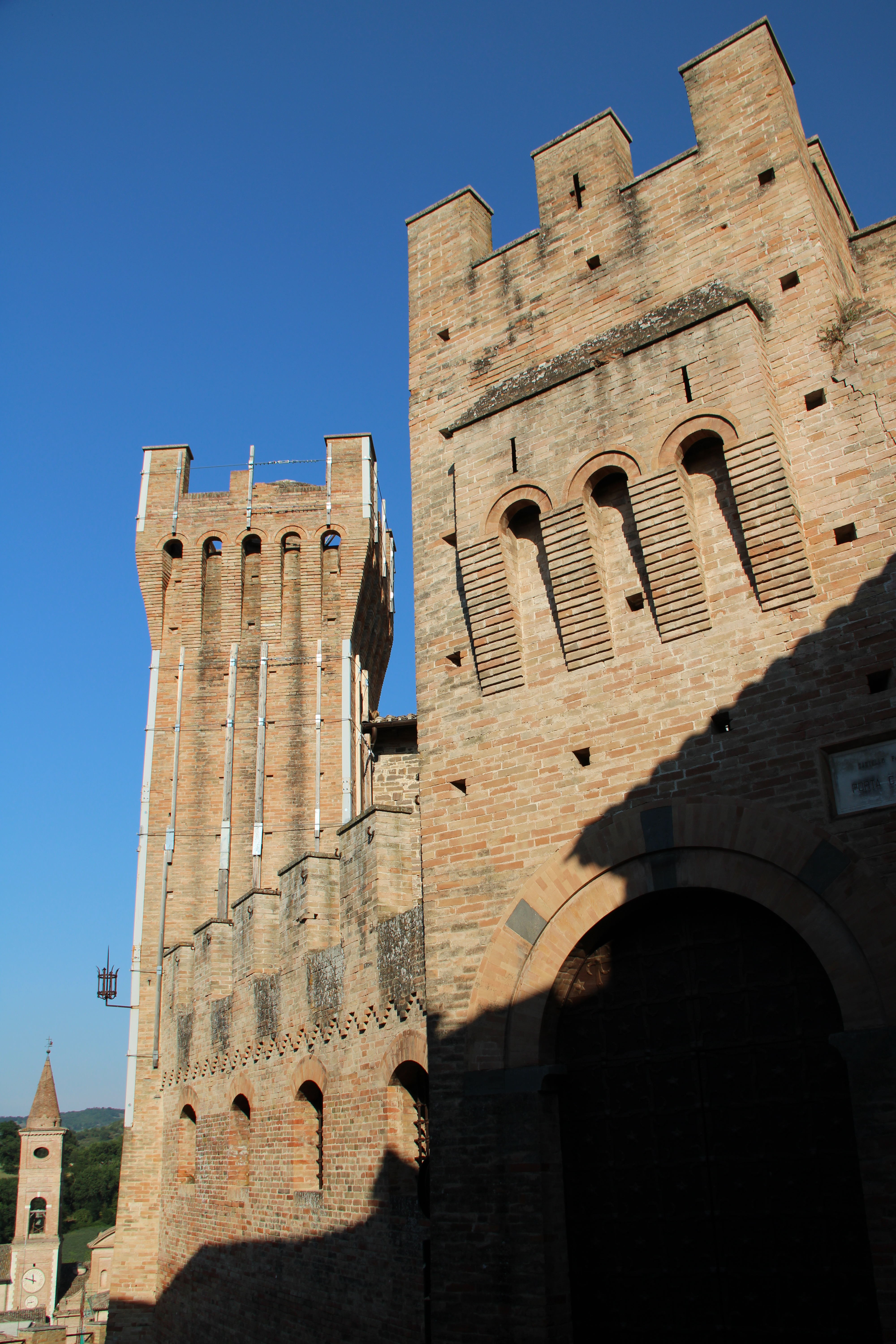
Château Pallotta
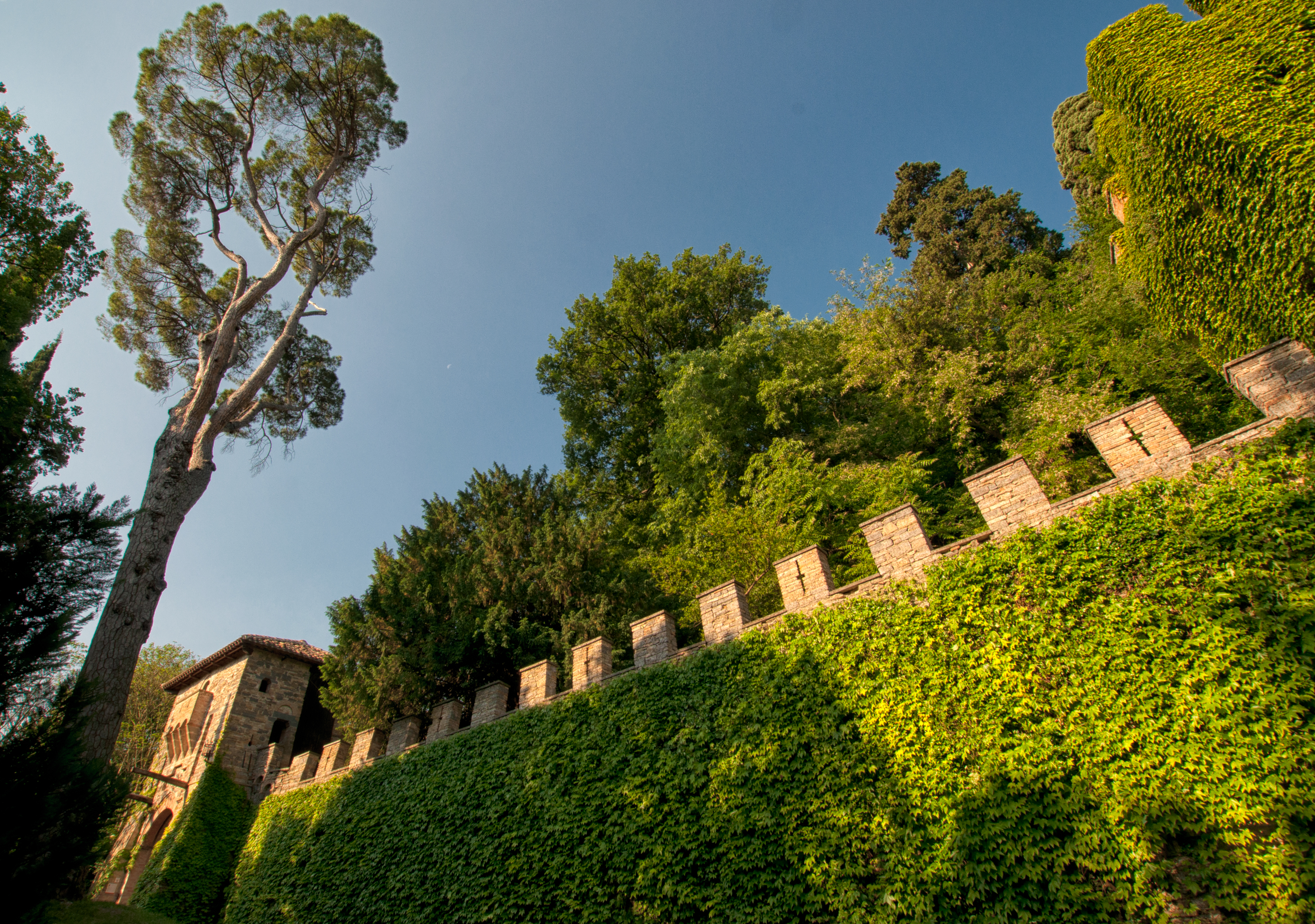
Pins centenaires, Pont-levis et remparts

## Rocca Varano,Rocca del BorgiaetRocca d'AjellodeCamerino
Érigées au XIIIe siècle comme résidences fortifiées de la noble famille des Da Varano, elles seront ensuite transformées au XIVe siècle en forteresse défensive.
Pour la future seigneurie, les forteresses constituaientt une véritable source de revenus, grâce aux péages imposés aux gens qui parcouraient la route qui reliait Rome à l’Adriatique. Dans la période postérieure à la fin du Duché de Camerino, elles sont sauvées de la dégradation parce qu’elles sont transformées en résidence.

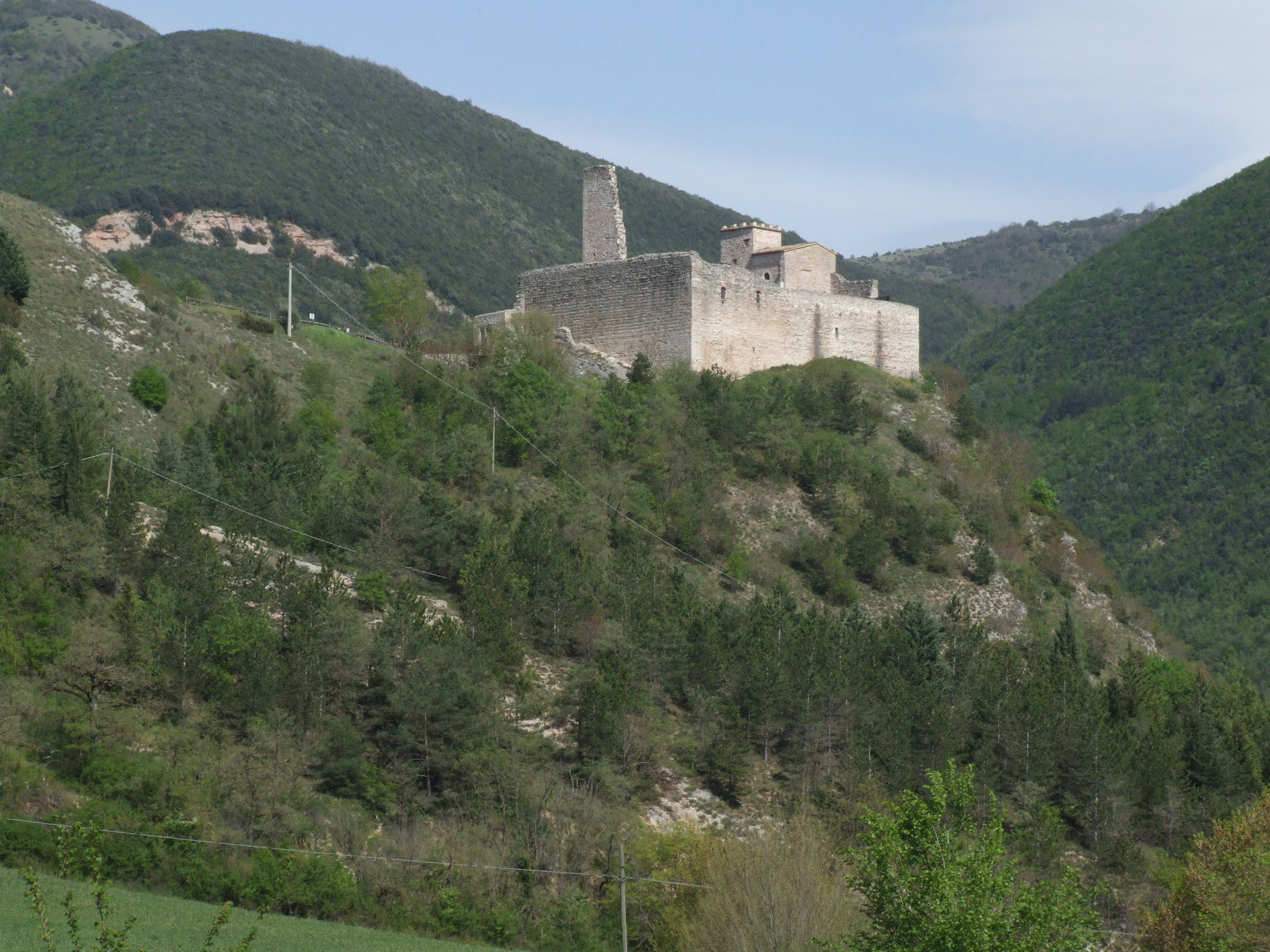
Rocca Varano
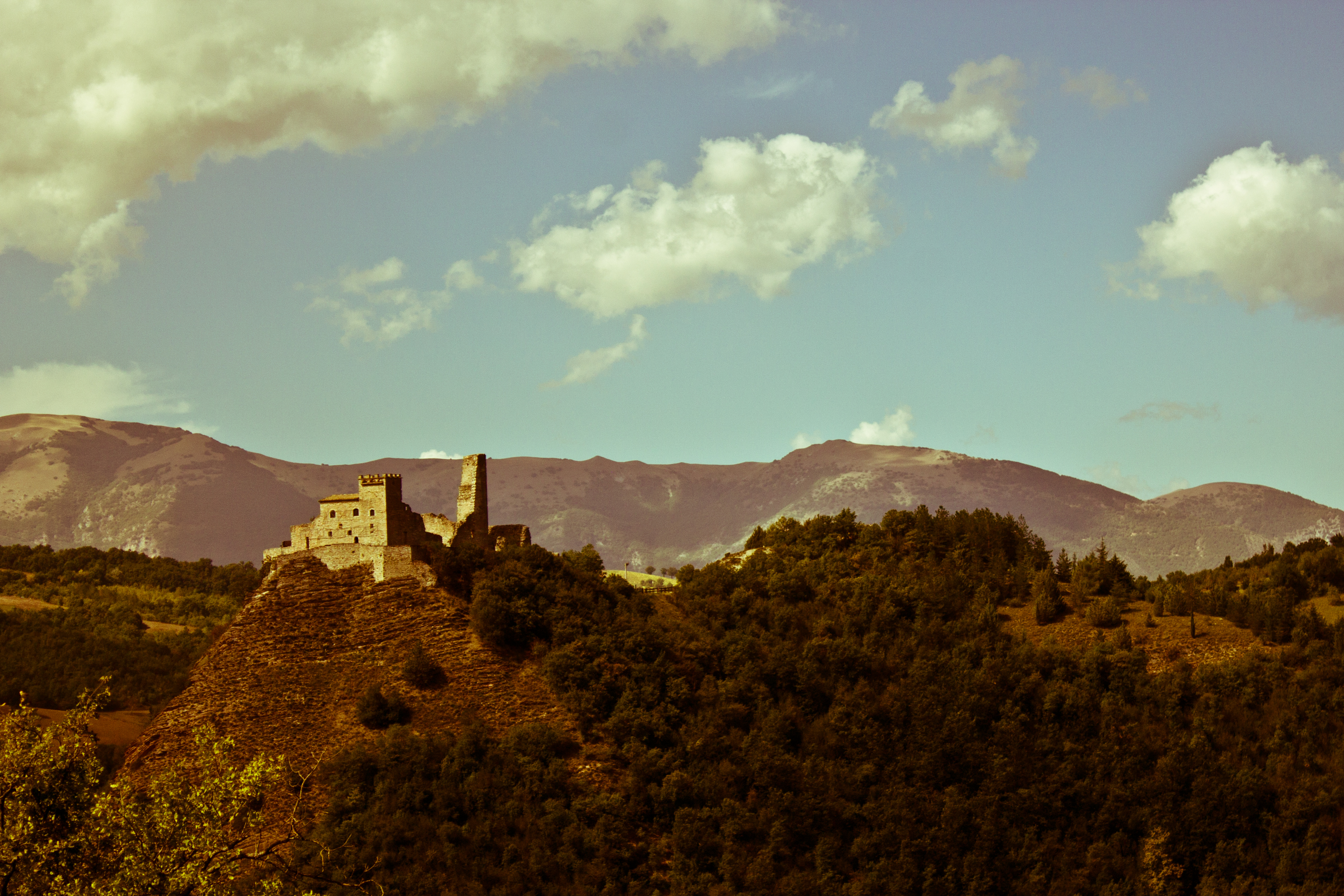
Vue Panoramique de la Forteresse Varano
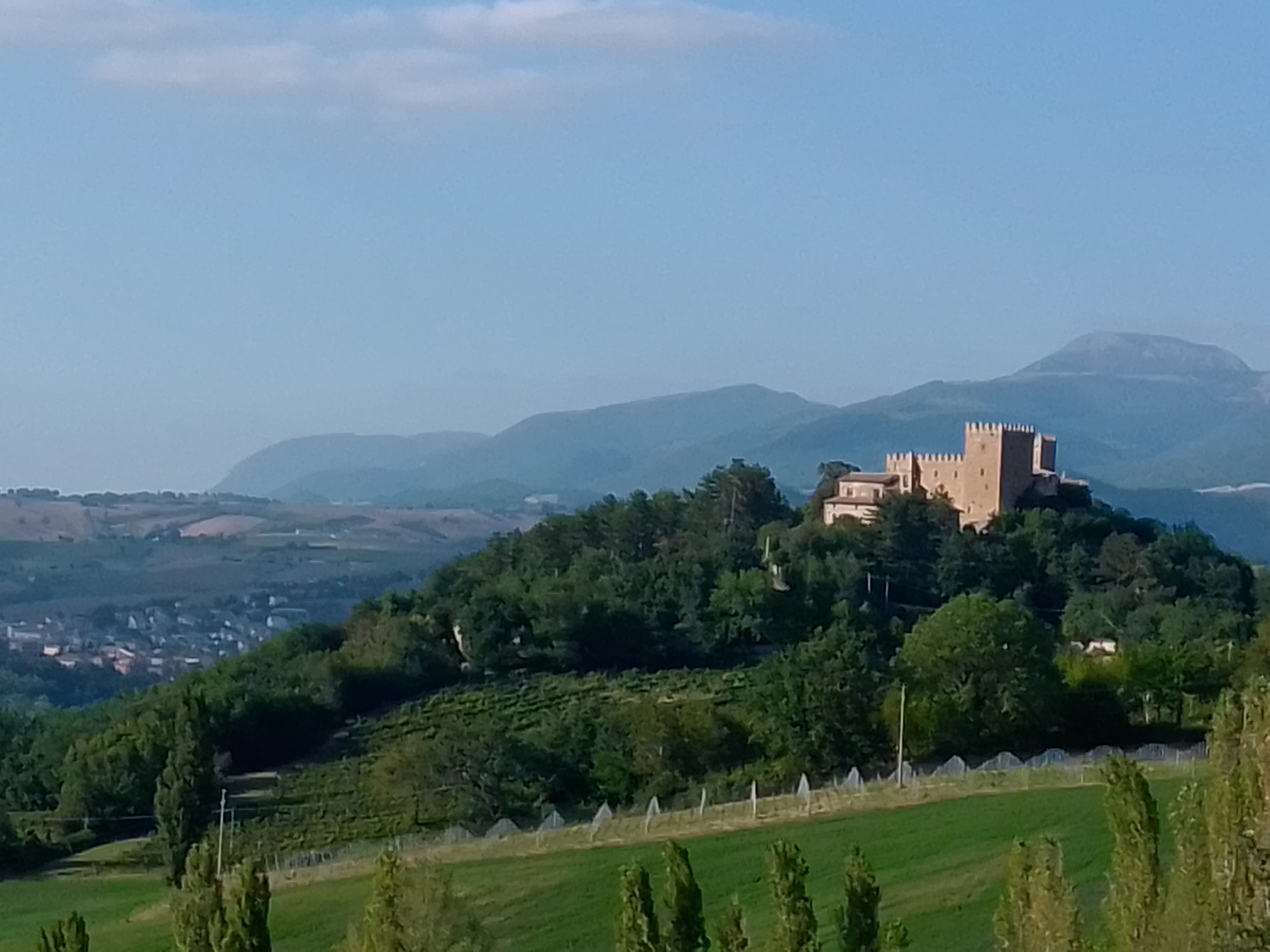
Rocca d'Ajello
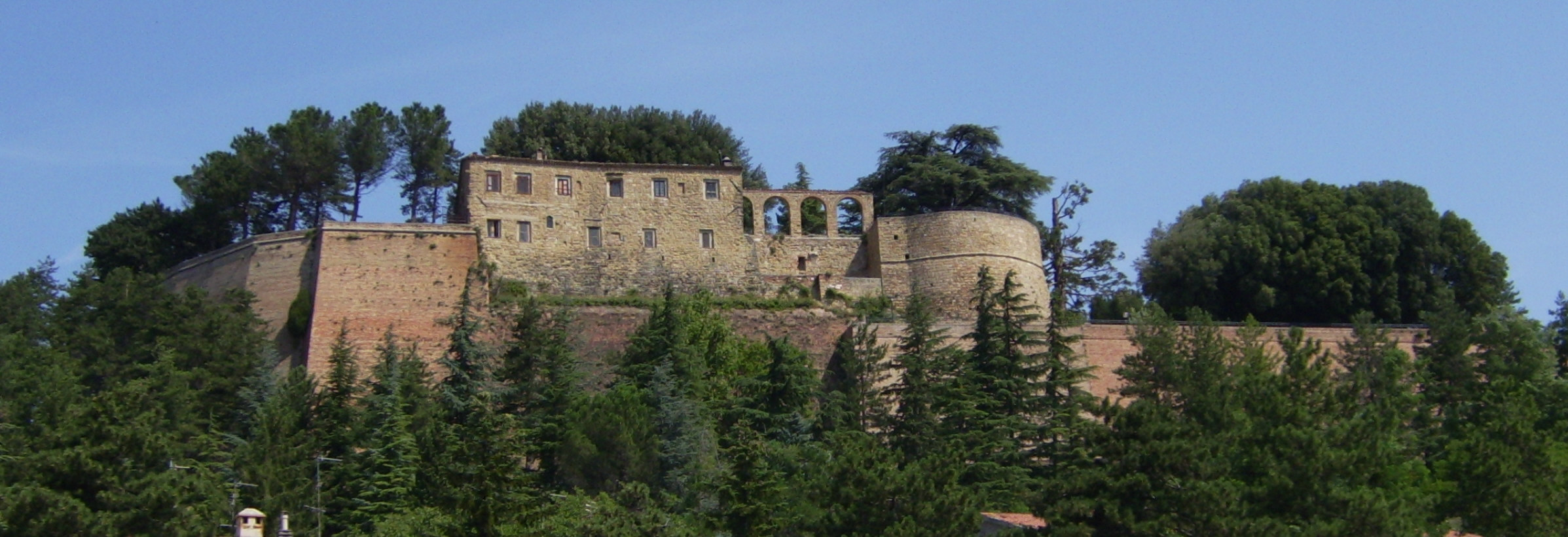
Rocca del Borgia

## Château de Lanciano de Castelraimondo

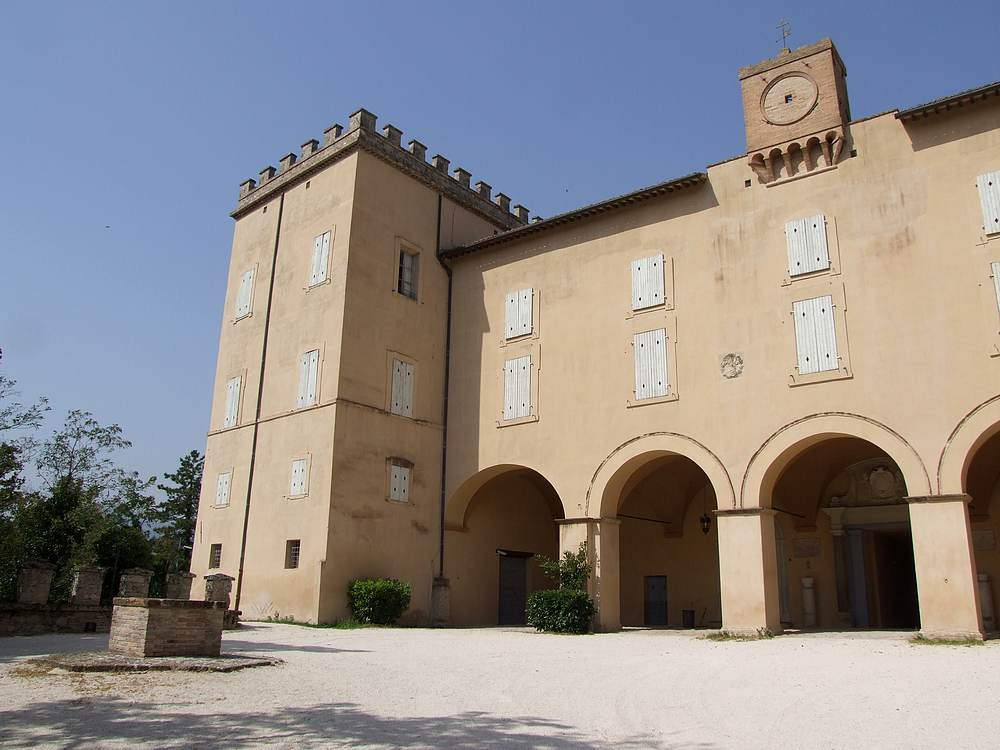
Castello Lanciano de Castelraimondo

## Rocca MalatestianadeFano

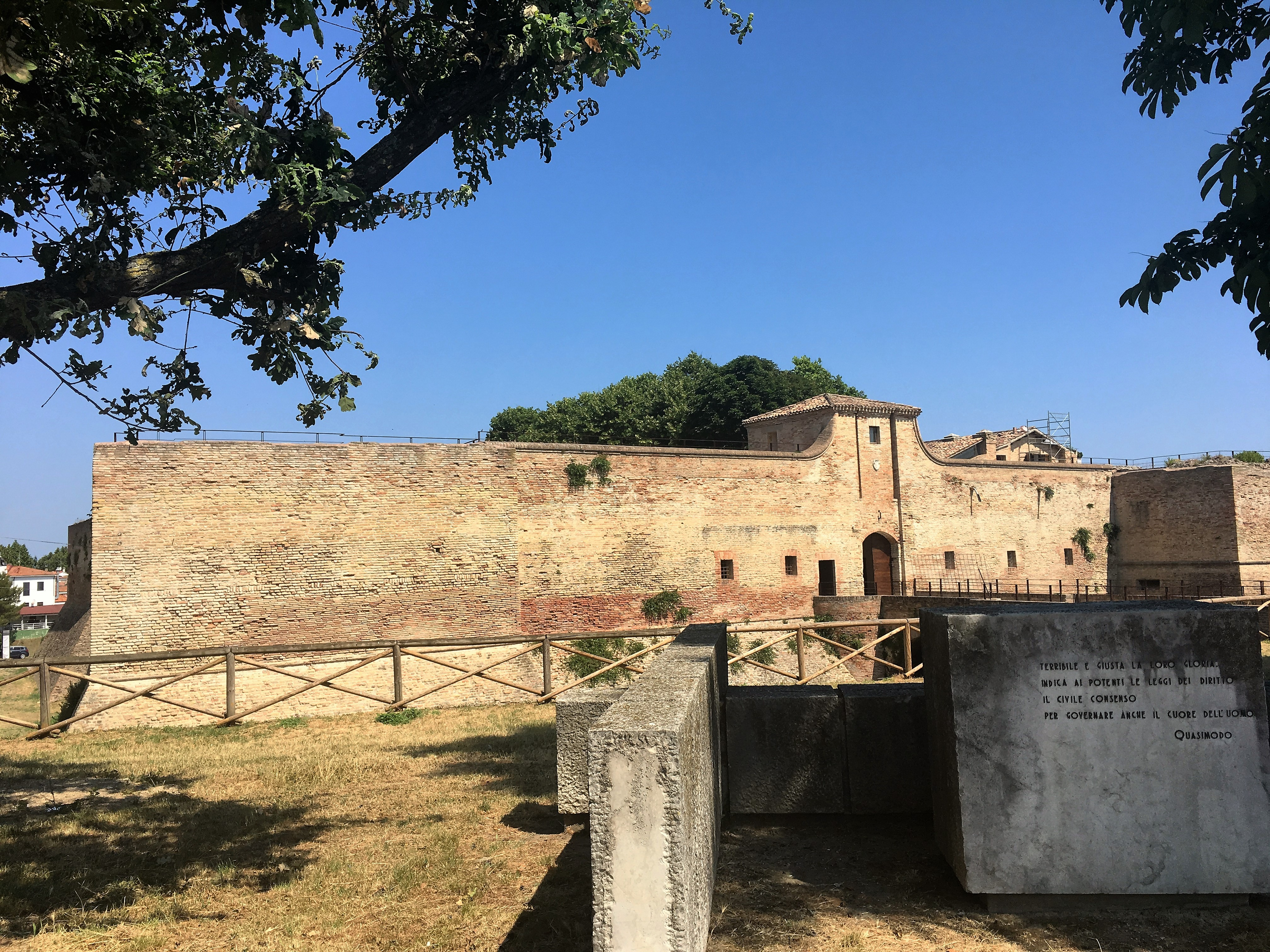
Forteresse des Malatesta
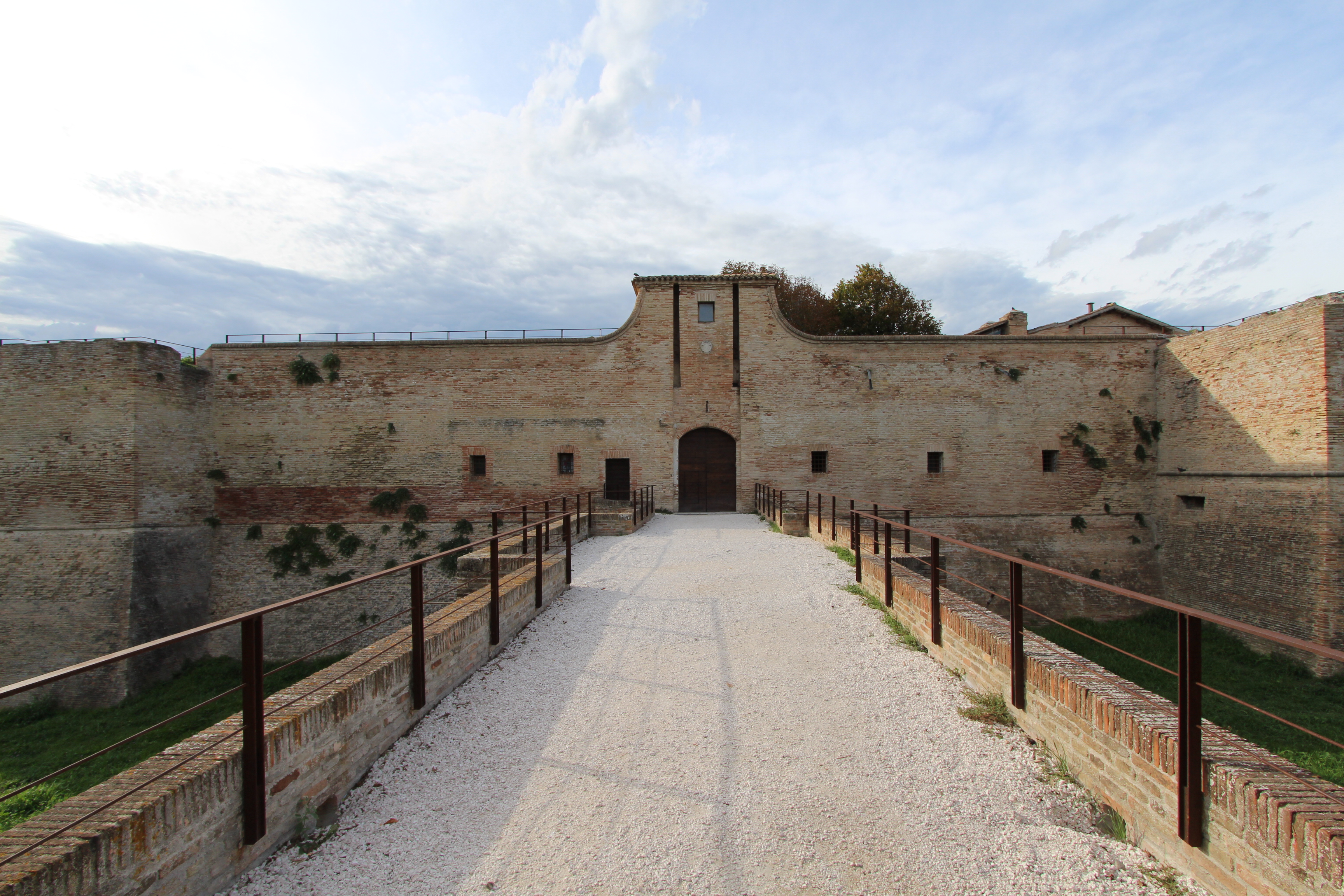
Entrée de la Forteresse
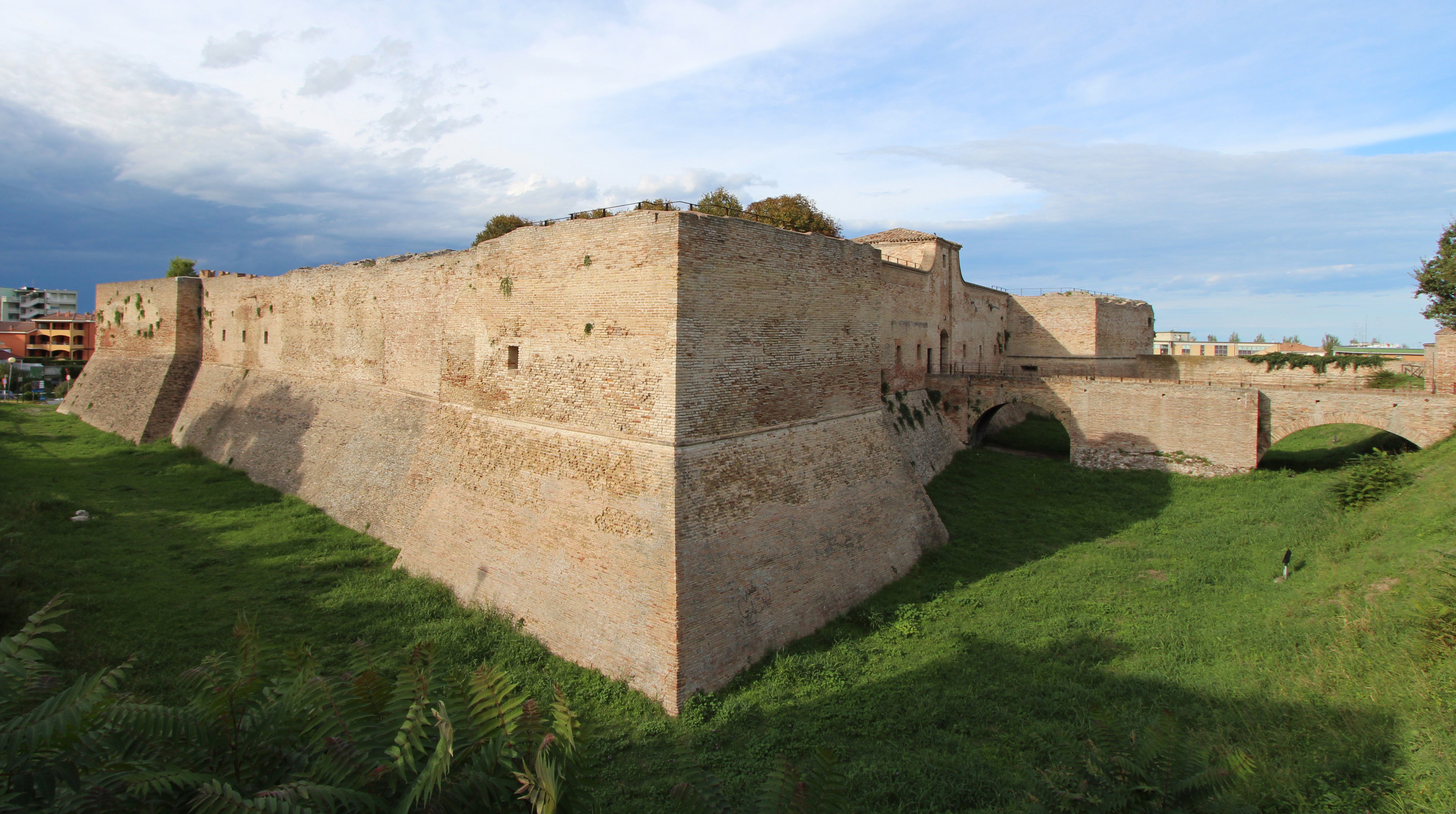
Forteresse des Malatesta de Fano

Construite par Matteo Nuti sur ordre de Sigismondo Malatesta, seigneur de la ville de Fano, entre 1438 et 1452, la Forteresse est de forme quadrangulaire avec des tours aux quatre côtés et a été construite en deux temps : Initialement, fut édifiée l’enceinte intérieure autour d’un donjon, et  l’enceinte extérieure dans un second temps. L’année du début des travaux de construction de la Forteresse n’est pas certaine : Ebhardt date du début des travaux vers 1415-1420 et 1438, Serra attribue la construction d’un noyau primitif à Pandolf III en 1424 et d’un agrandissement sous Sigismond avant 1452. Mais l’hypothèse la plus accréditée est celle de Bertozzi qui parle de travaux commencés en 1438 sous Sigismondo Malatesta, qui s’occupe de la conception des travaux avec Matteo Nuti et Filippo Brunelleschi.

## Château de Frontone,Frontone
Peu d’informations sur ce château, aussi appelé Casqtello Della Porta excepté qu’il aurait bénéficié de l’intervention de l’architecte siennois Francesco di Giorgio Martini lors de la deuxième moitié du XVe siècle.

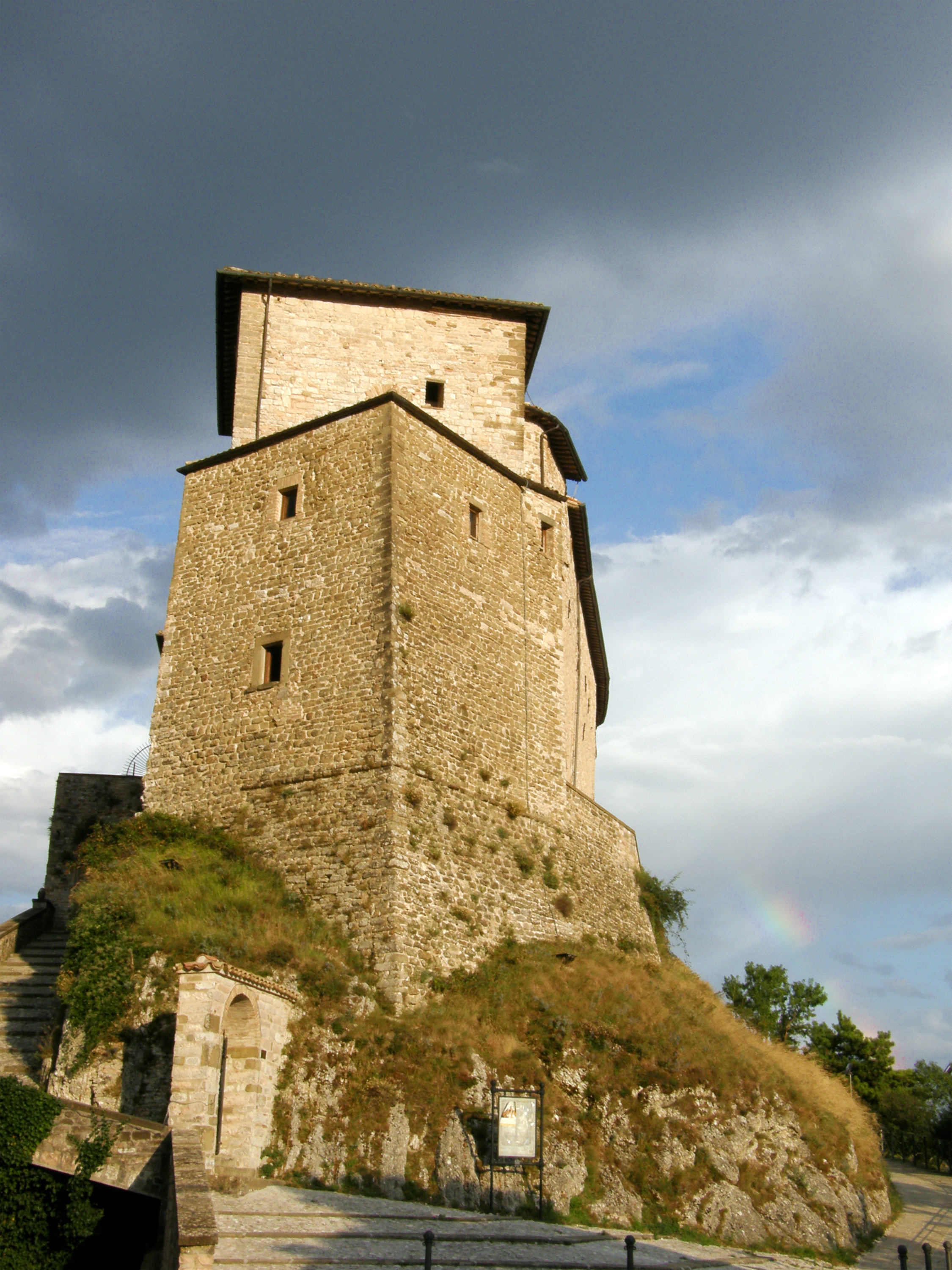
Château de Frontone

## Rocca de Gradara
La forteresse se dresse au sommet d’une colline dans la commune de Gradara, constituée d’un château-forteresse médiéval (la forteresse) et du bourg historique protégé par une enceinte qui s’étend sur près de 800 mètres, rendant toute la structure imposante. Gradara a été, par sa position géographique, depuis les temps anciens, un carrefour commercial et humain : pendant la période médiévale la forteresse a été l’un des principaux théâtres des affrontements entre milices fidèles à la papauté et seigneuries turbulentes des Marches et de la Romagne. La légende veut que la forteresse a été le contexte de l’amour tragique entre Paolo et Francesca, épouse de Gianciotto Malatesta, frère de Paolo, chanté par Dante dans la Divine comédie

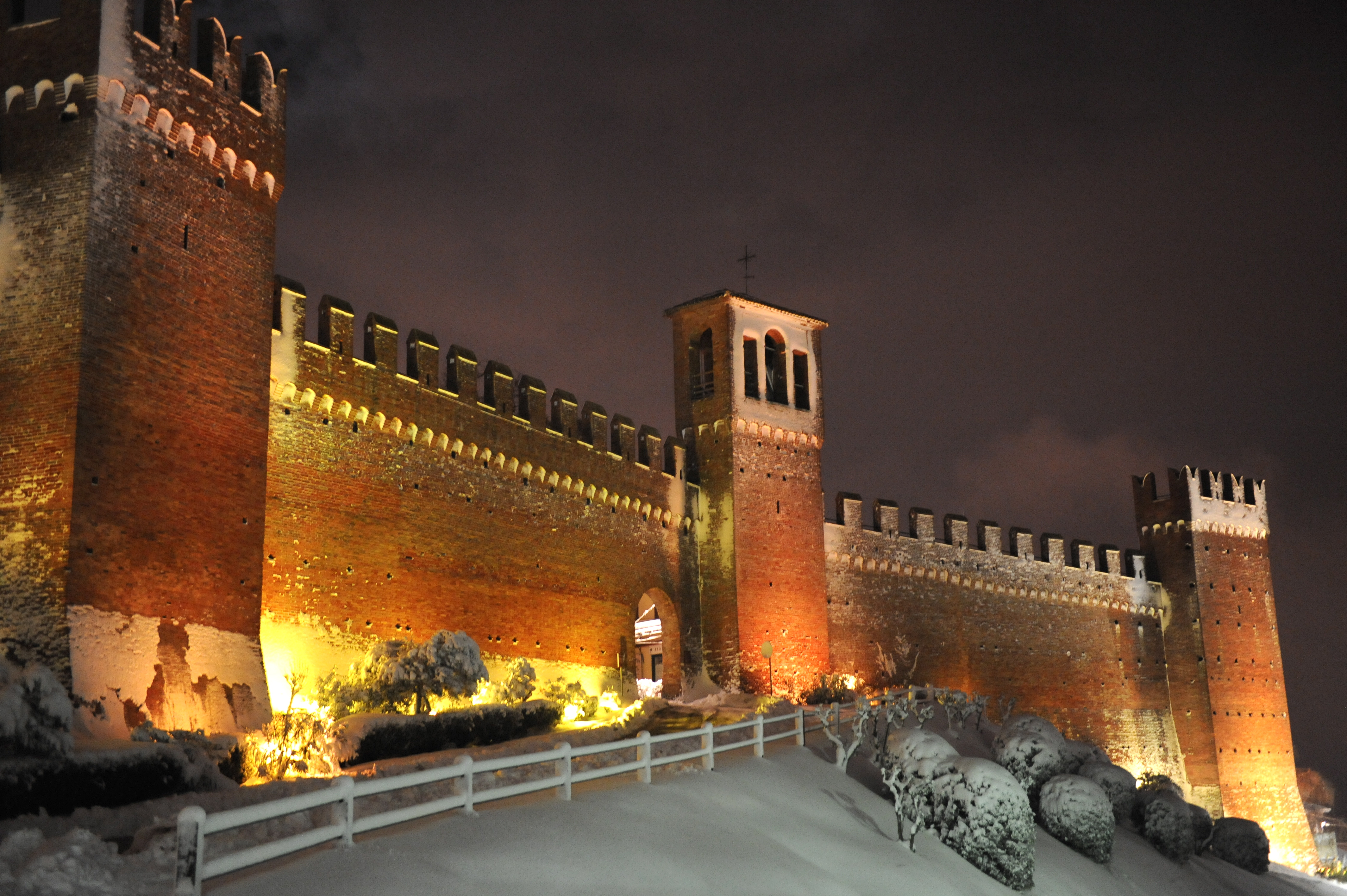
Château de Gradara.
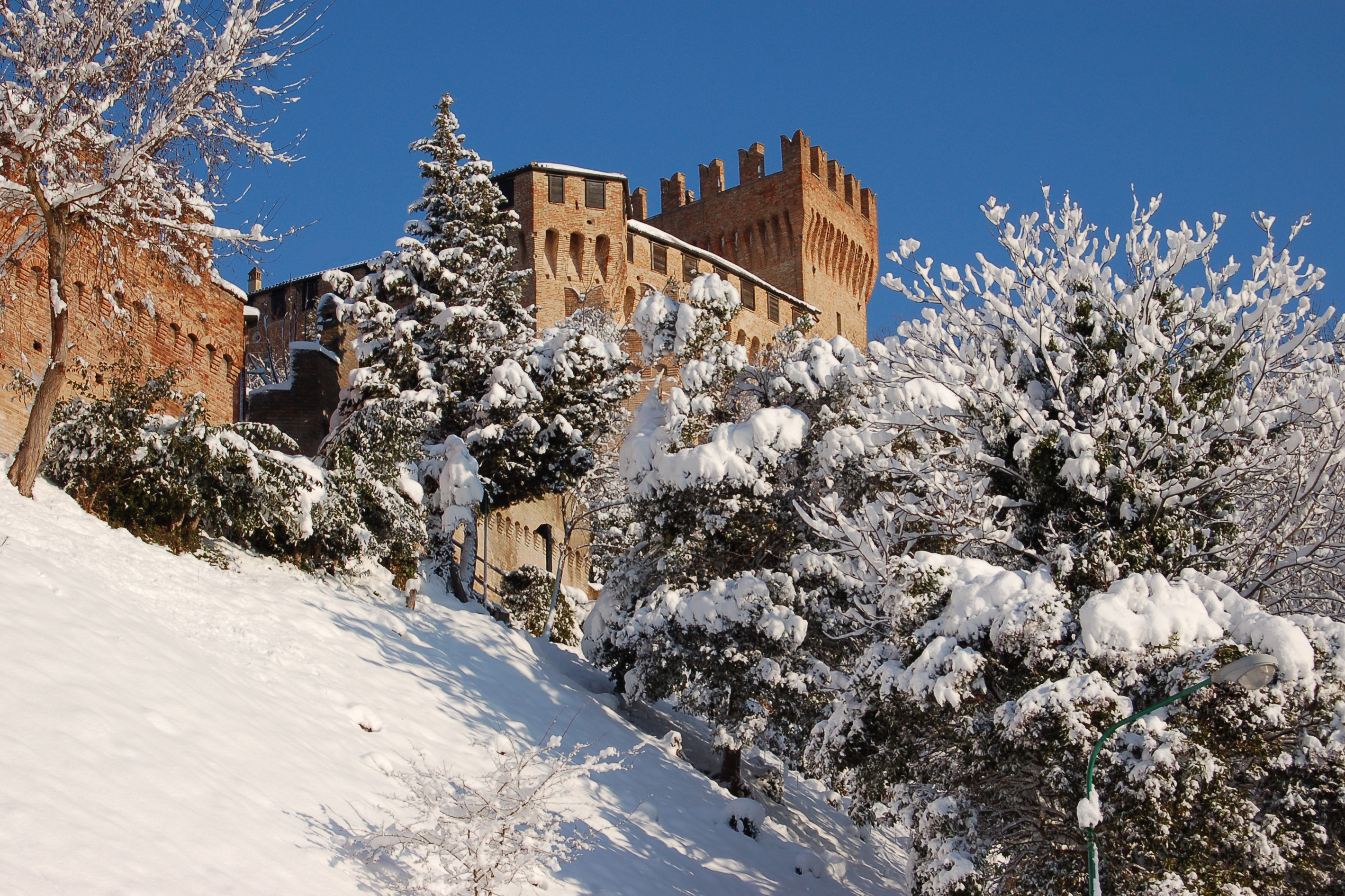
vue du Château.
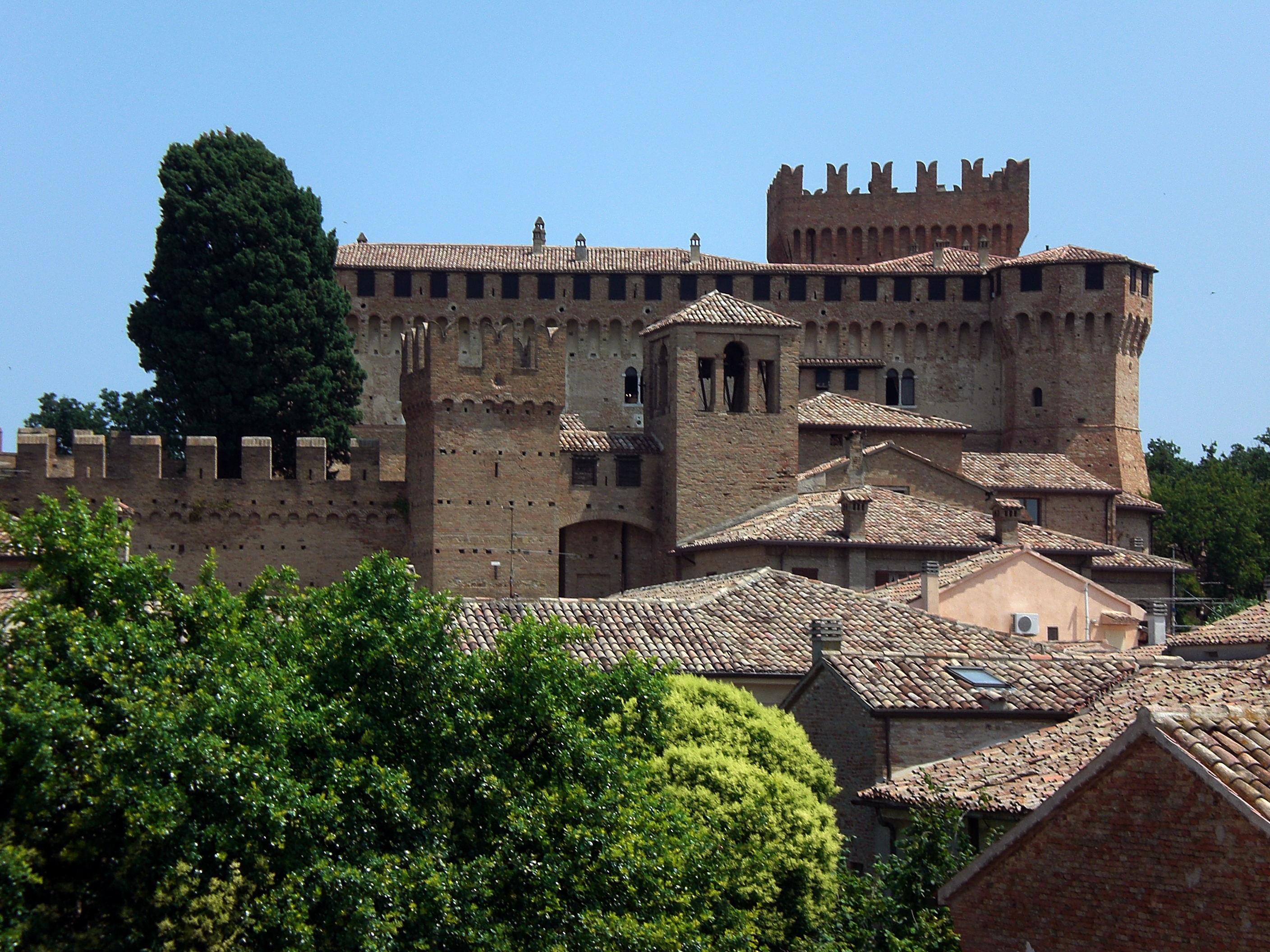
Château de Gradara.
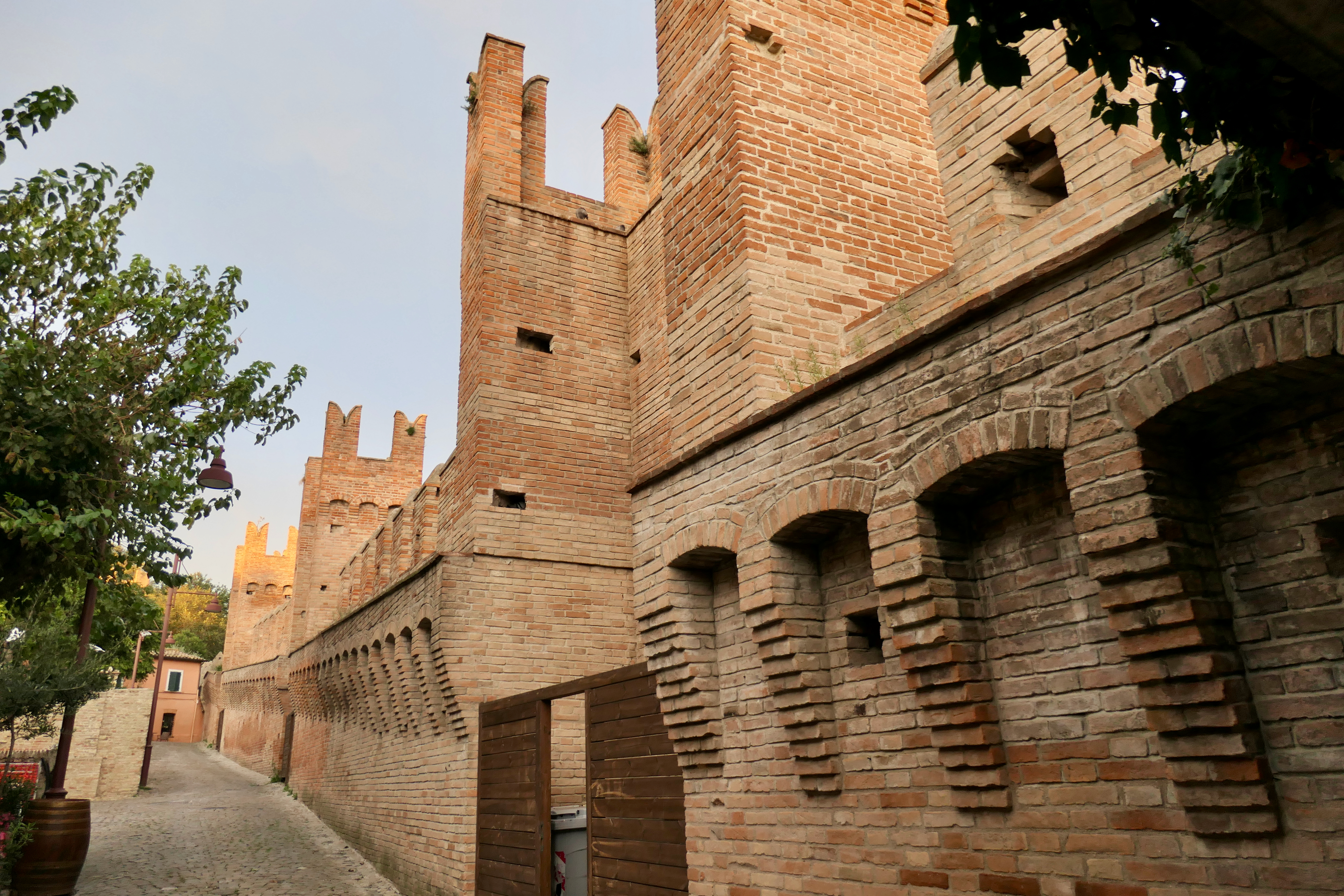
Gradara.

## Rocca RoverescadeMondavio
La forteresse de Mondavio, datant probablement de 1482 à 1492, fut commandée par Giovanni della Rovere, avec d’autres forteresse du duché, à l’architecte Francesco di Giorgio Martini. N’ayant jamais subi d’attaques, il demeure aujourd’hui en très bon état. Le donjon à huit faces domine la majestueuse forteresse et se connecte à un chemin protégé par un donjon, qui conduit à une tour massive semi-circulaire, unie par un pont à l’entrée. Le projet original prévoyait vers l’ouest un autre donjon arrondi qui ne fut jamais réalisé. Les salles intérieures conservent encore, pour la plupart, le plan original et sont actuellement utilisés comme espaces d’exposition et de musée, y compris une importante armurerie.

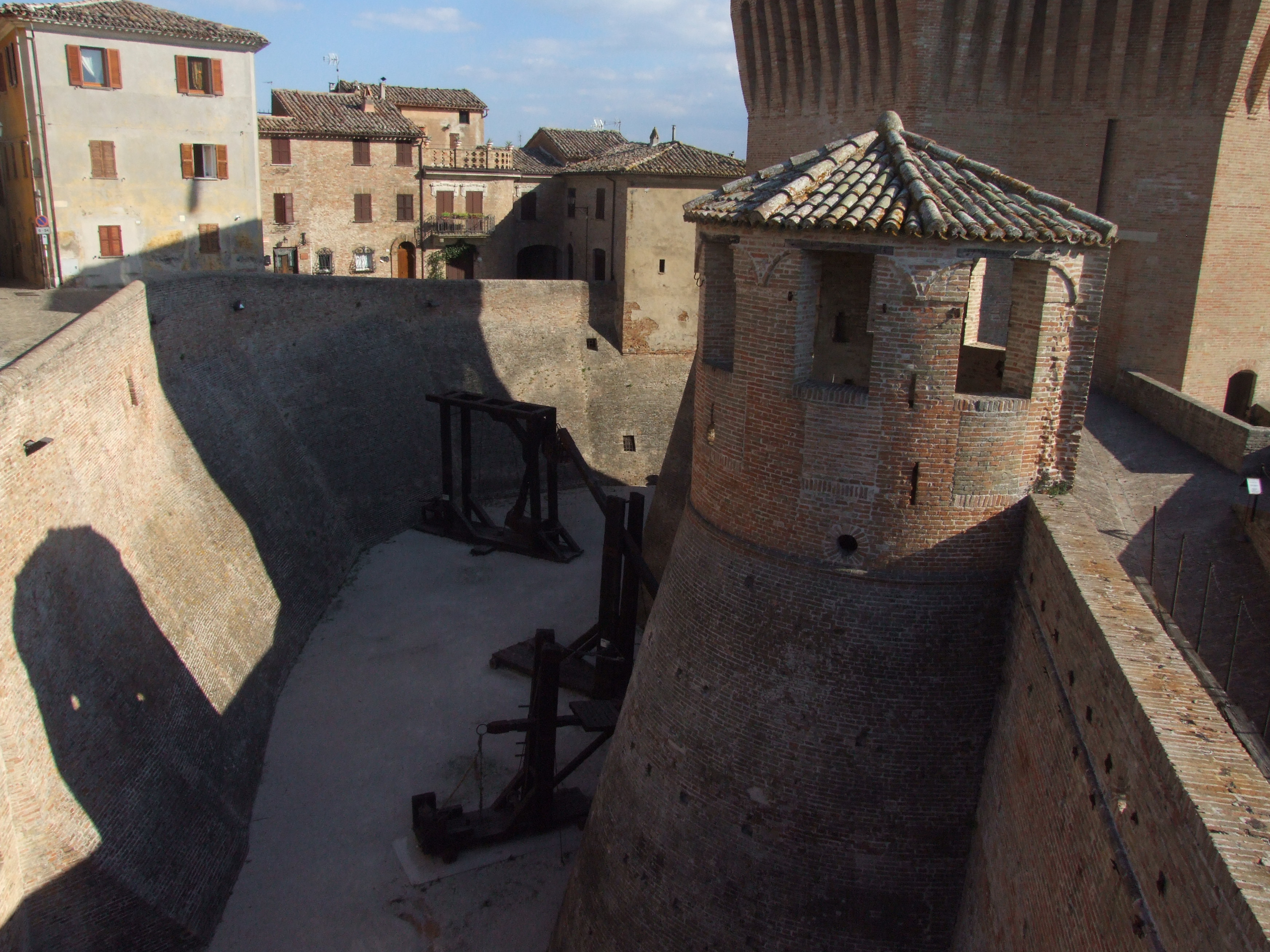
Forteresse de Mondavio
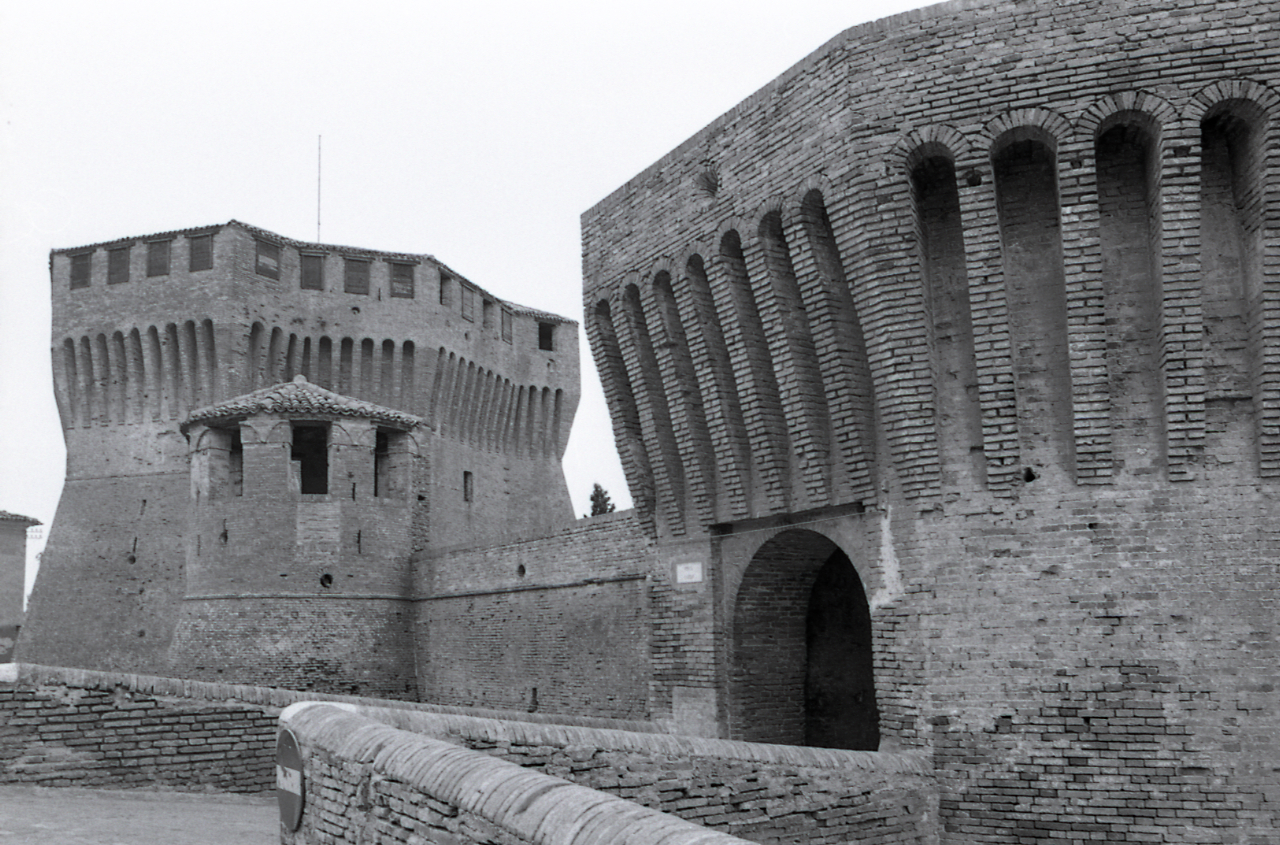
Mondavio par Paolo Monti
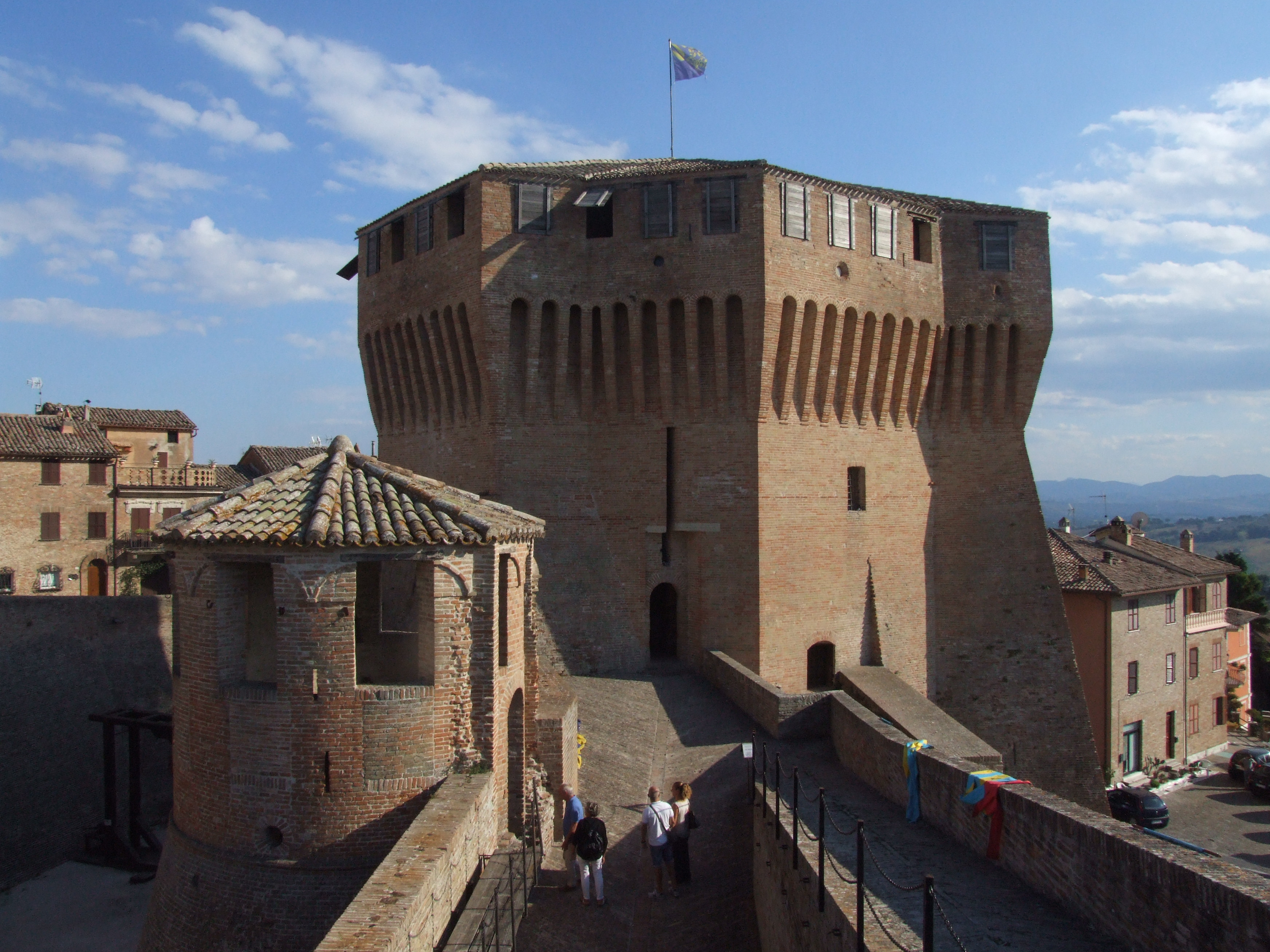
Autre vue sur la Forteresse

## Château de Montefiore,Recanati

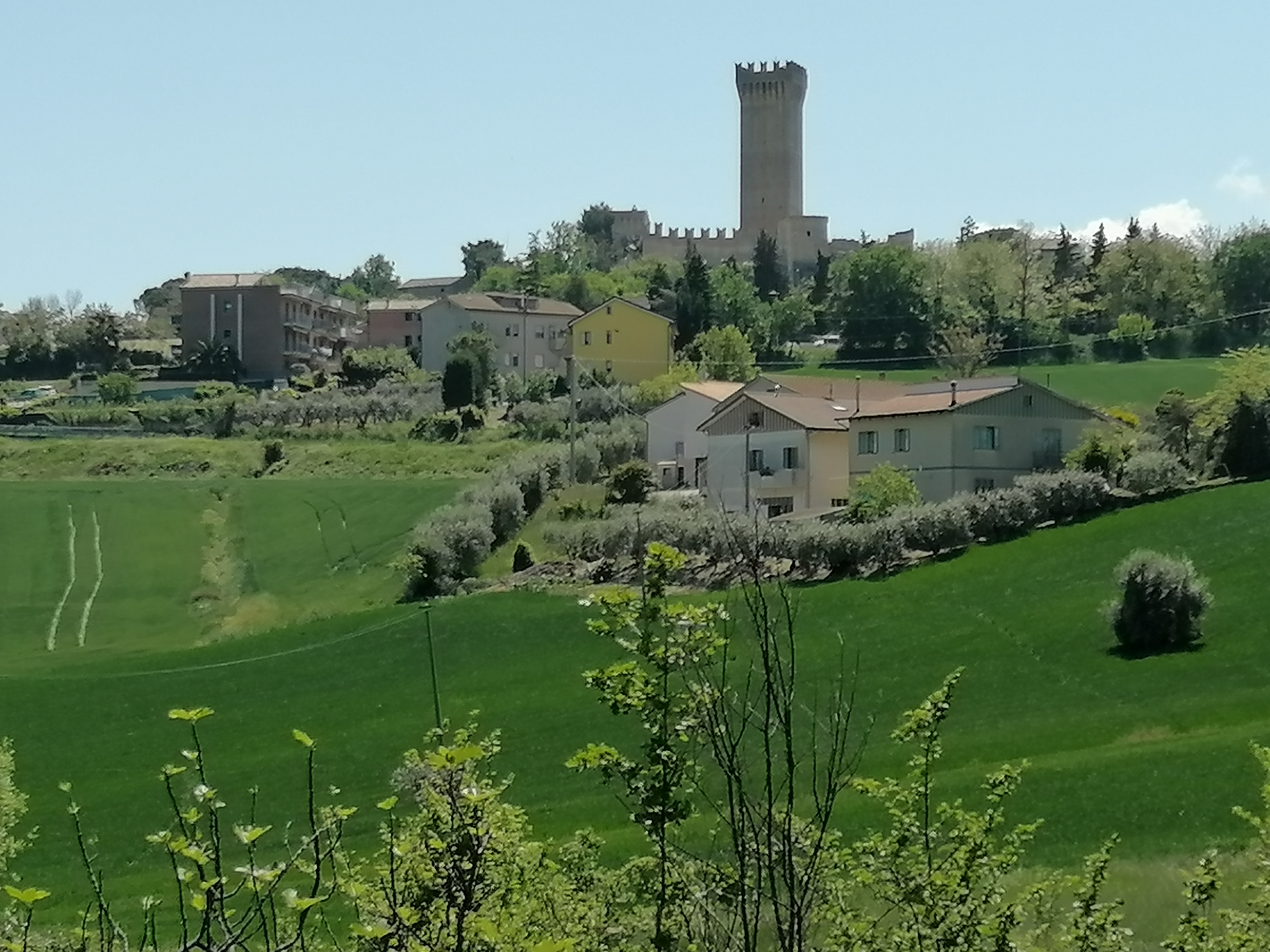
Le château de Montefiore
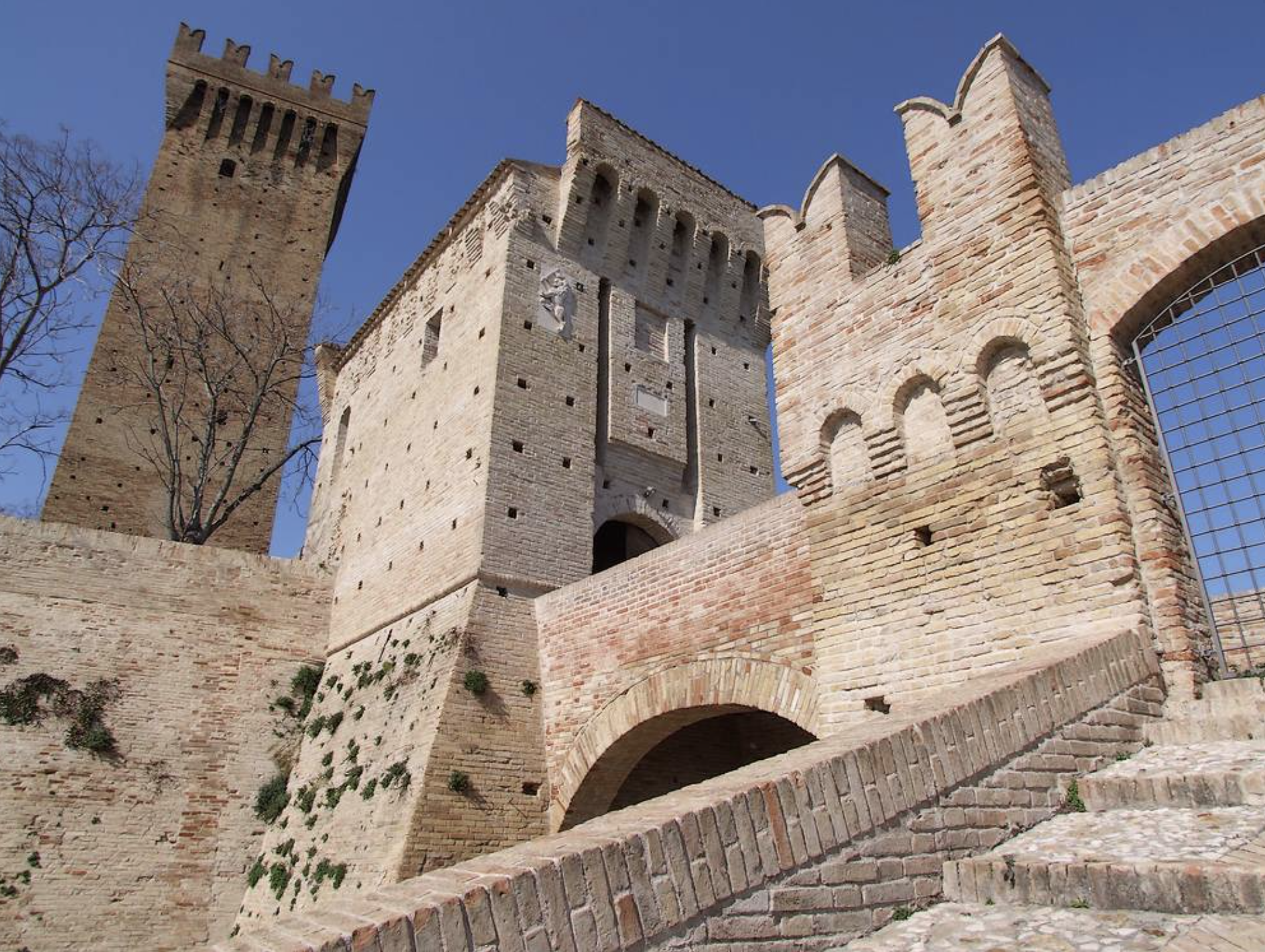
Château de Montefiore photographiée par Fugnoli et Sorcini

## Rocca di Offagna
La Forteresse est le monument principal de la Ville d’Offagna et l’une des constructions défensives les plus importantes des Châteaux d'Ancône. Edifié par les Ancônitains en 1454 et après de nombreuses restaurations, il conserve un aspect relativement intact et fidèle à la forteresse d'origine.

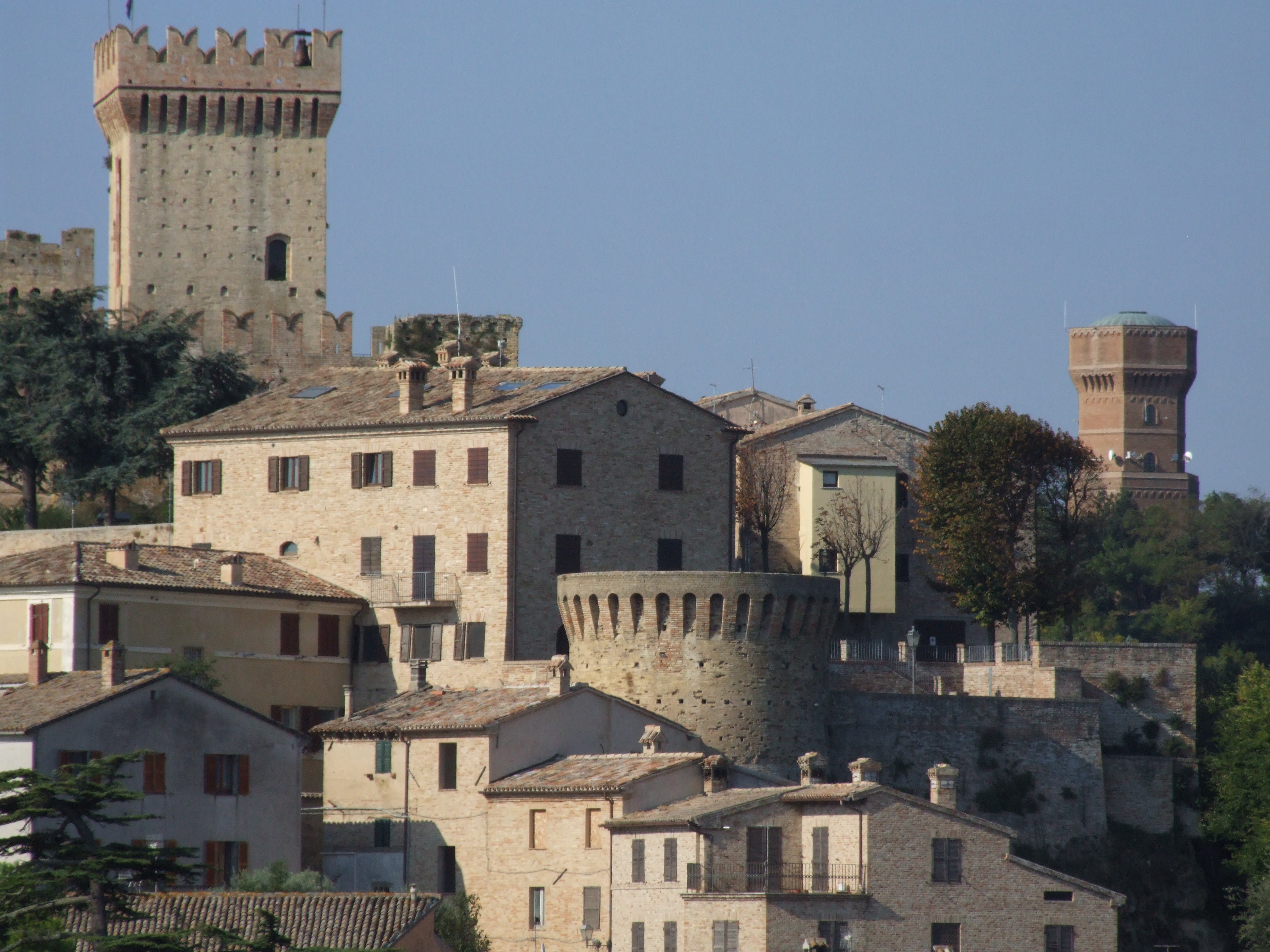
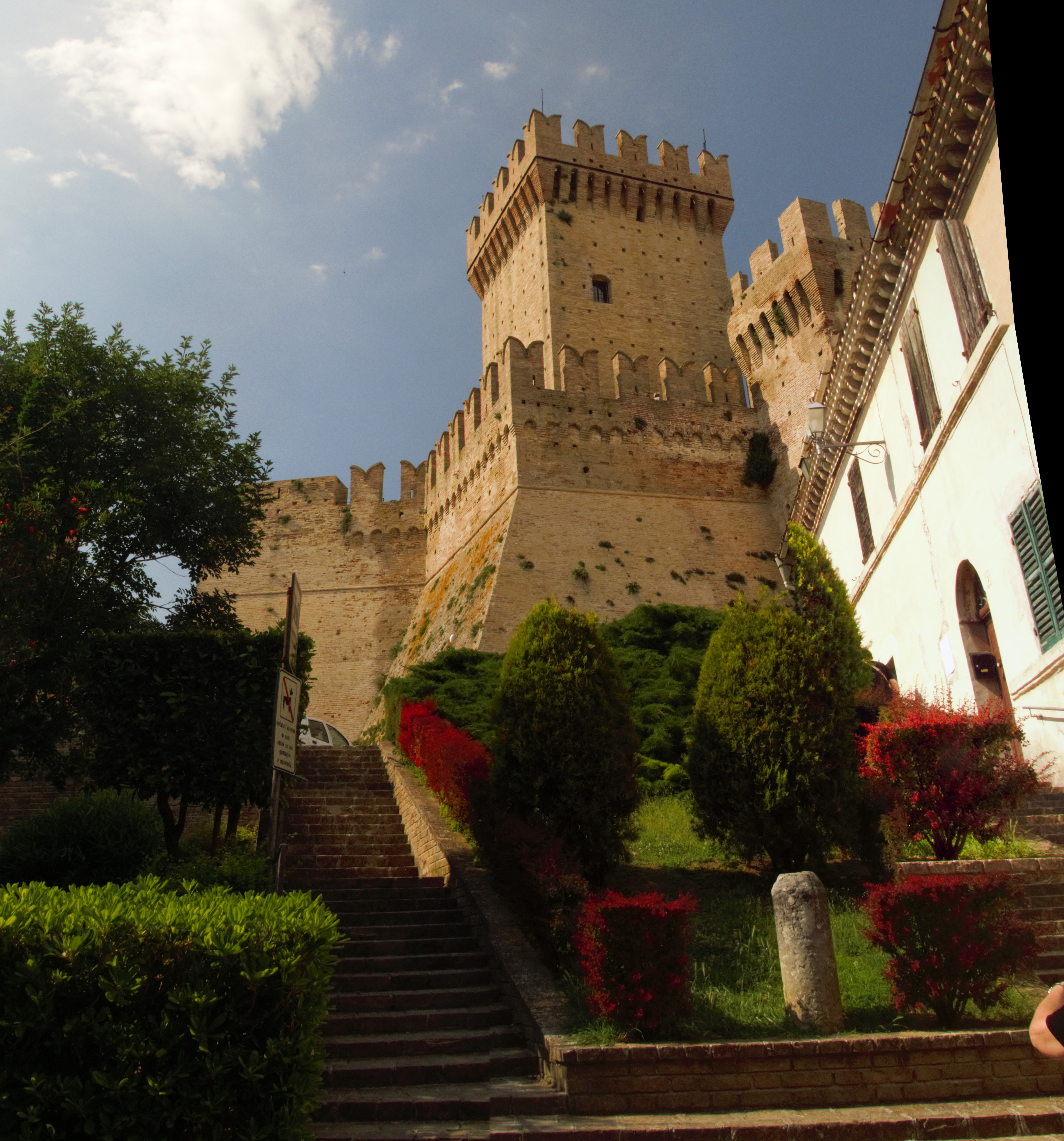
Autre point de vue sur la Forteresse
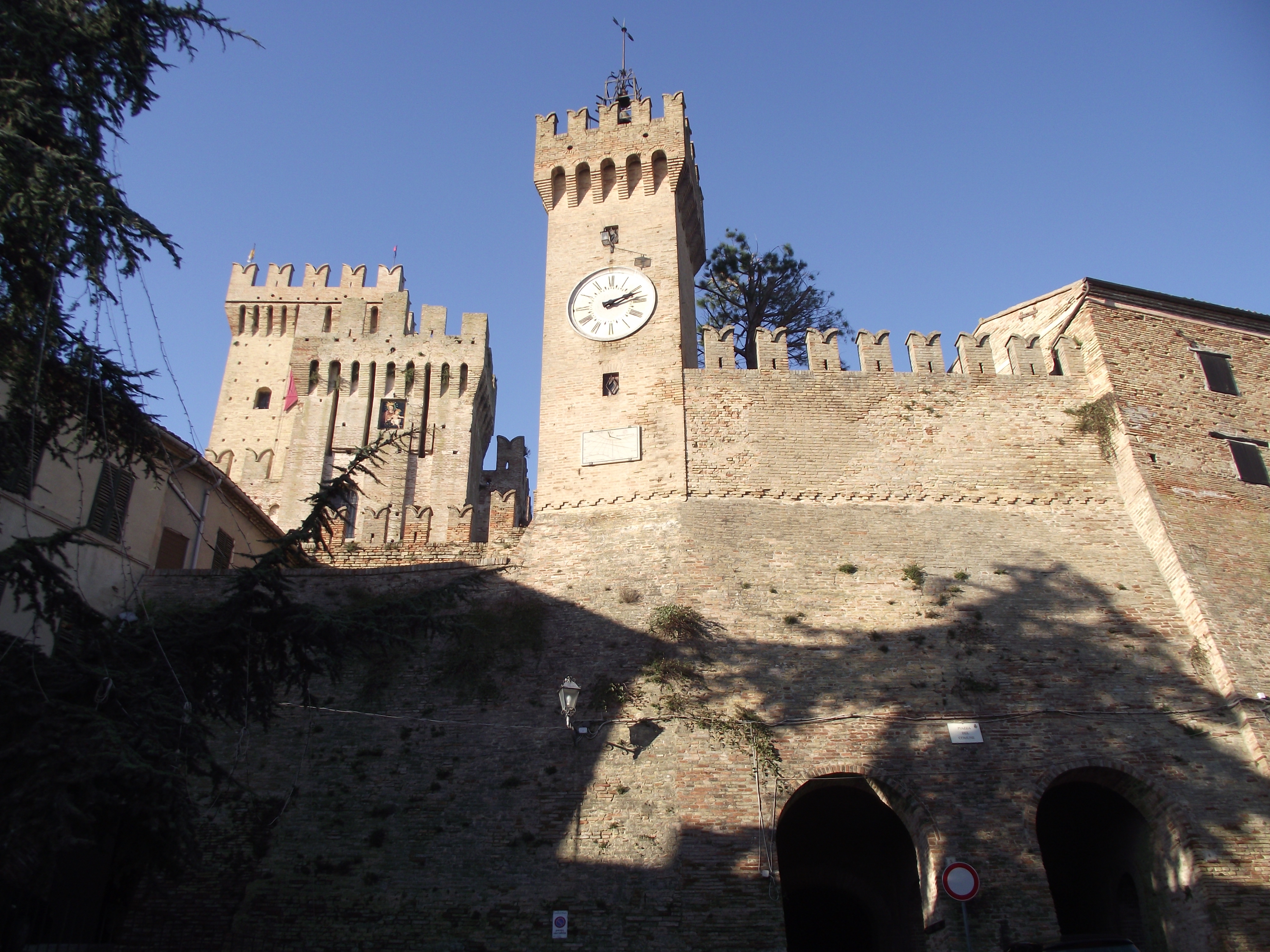
Forteresse d'Offagna

## Château Brancaleoni,Piobbico
Il est le monument le plus emblématique de la ville, ancienne demeure féodale de style Renaissance, récemment restaurée et qui abrite aujourd'hui un musée historique et naturel traitant de l'histoire de la commune et de sa famille seigneuriale.

## Rocca Ubaldinesca,Sassocorvaro
Elle fut construite vers 1475 sur un projet de Francesco di Giorgio Martini, dans les premières années de son service en tant qu’architecte et ingénieur militaire du duc Federico da Montefeltro. Cependant, la forteresse appartenait à Octave Ubaldini, demi-frère du duc. Pendant la Seconde Guerre mondiale, la forteresse fut destinée à garder plus de 10.000 chefs-d’œuvre d’art provenant de Venise, Urbino, Pesaro, Fano, Ancona, Lagosta, Fabriano, Jesi, Osimo, Macerata, Fermo, Ascoli Piceno, (y compris la Tempête du Jourdain, la ville idéale et de nombreuses autres œuvres d’artistes célèbres, y compris Raffaello Sanzio, Piero della Francesca, Carlo Crivelli, Titien, Lorenzo Lotto, Paolo Uccello, Andrea Mantegna) qui ont été cachés dans les années 1943-1944 par le Surintendant aux beaux-arts des Marches Pasquale Rotondi.

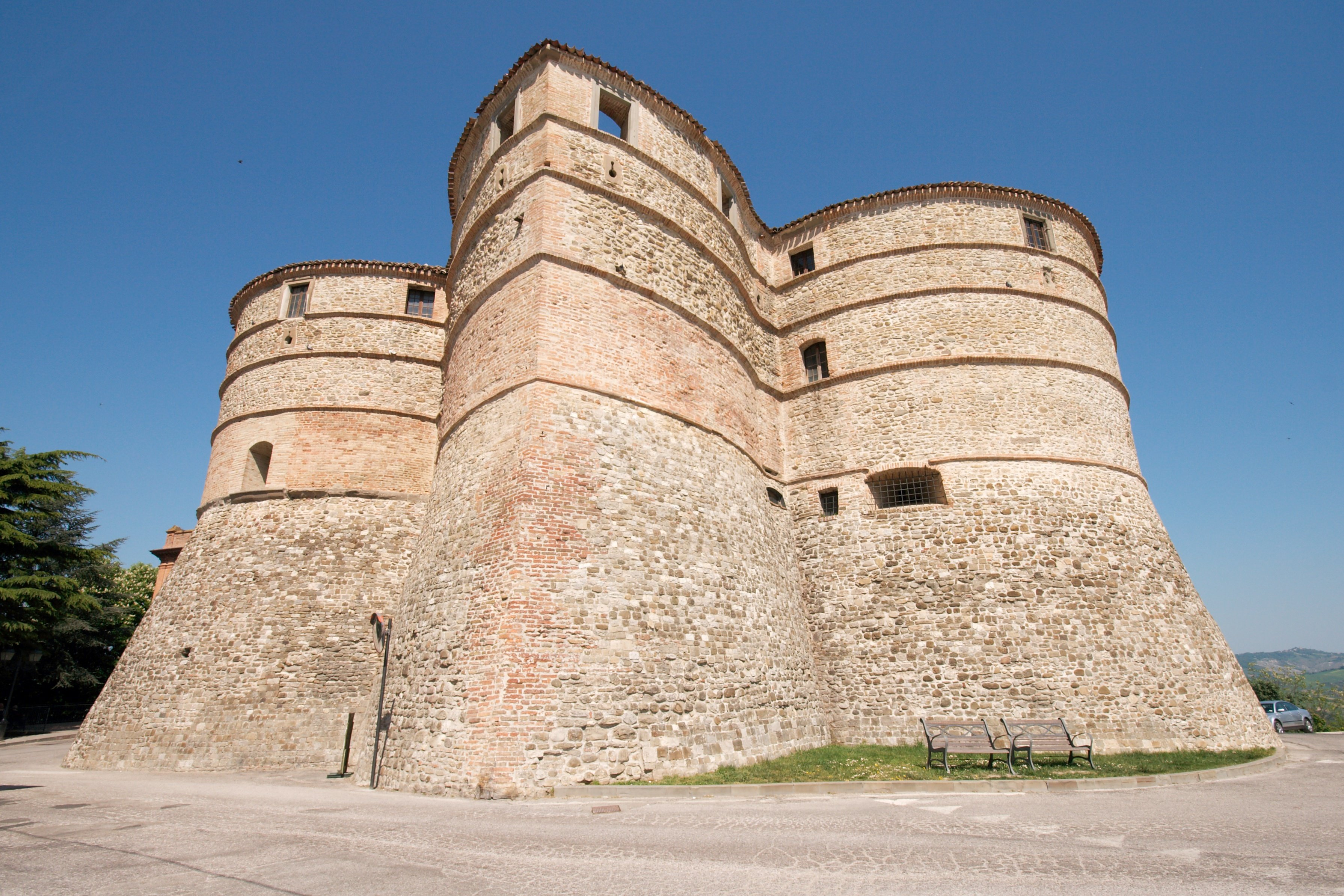
Forteresse de Sassocorvaro
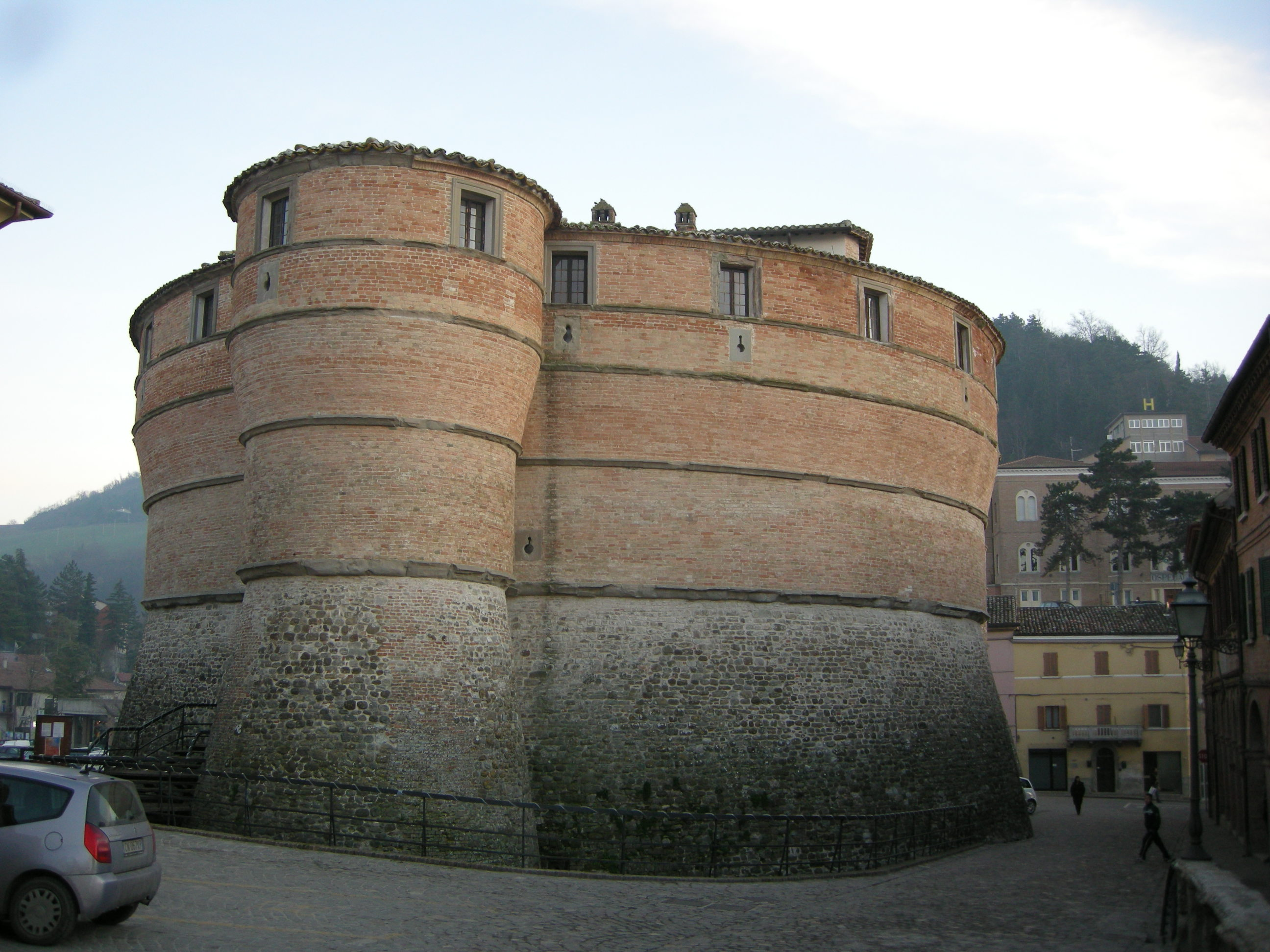
Autre versant de la forteresse
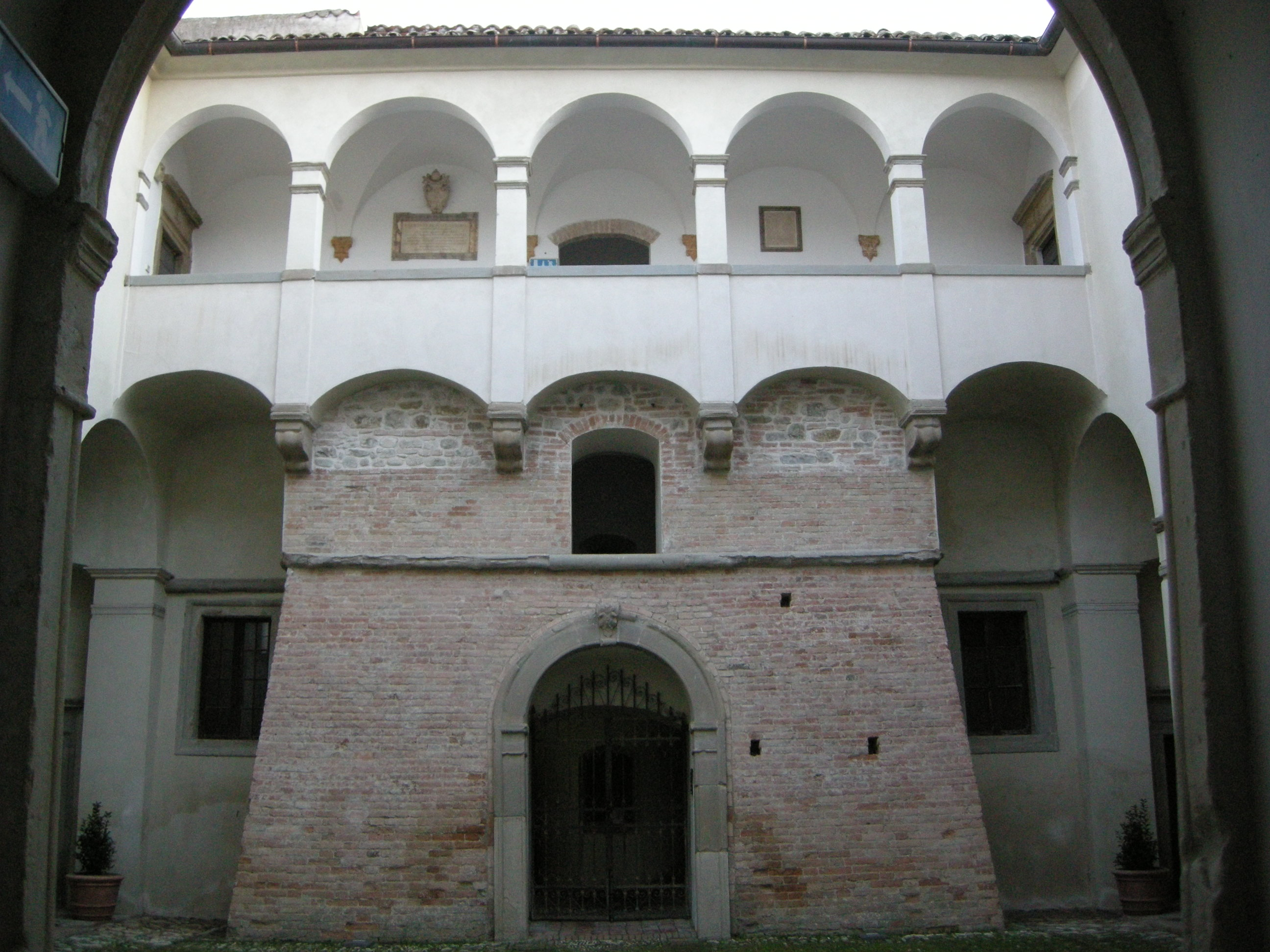
Cour intérieure de la Forteresse